# 小室ファミリー

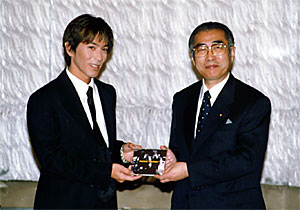
1999年10月20日、内閣総理大臣官邸にて内閣総理大臣小渕恵三（右）と

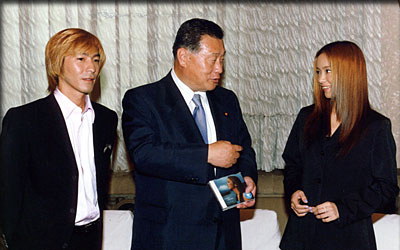
2000年7月11日、小室哲哉（左）とファミリーの1人である安室奈美恵（右）（内閣総理大臣官邸にて。中央は内閣総理大臣森喜朗）

小室ファミリー（こむろファミリー）とは、音楽プロデューサーの小室哲哉（Tetsuya Komuro、TK）を中心にした芸能人ファミリー。同人がプロデュースまたは楽曲提供した歌手たちを呼ぶ総称であり、TKファミリーとも呼ばれる。

## 概要
ファミリー入りするための定義はないが、小室プロデュースの曲が代表曲になると、たとえ1曲の提供であってもファミリーだと世間的に認知されることが多い。また、小室の右腕とされる久保こーじのプロデュースも含まれ、小室ファミリーと定義される歌手は100組を軽く超えるとされる。
ただし篠原涼子（TPD時代を含む）やTRFをはじめ、小室がプロデュースするのはおおむね2年から3年程度であり、globeのように10年も続くというのは稀有である。これは契約期間が最初から定まっているためであり、「いずれは小室の手から離れてアーティストを送り出す」という意味合いもある（「#衰退期」の項も参照）。
またビーイング所属アーティスト同様、dosやTrue Kiss Destinationなど、解散宣言が出されないまま自然消滅したグループもある。
1980年代に世界的人気を誇る歌手を多数輩出した、ストック・エイトキン・ウォーターマン（以下、SAW）のプロデュース手法を参考にしている。実際に、1988年に小室自身が海外でSAWと共同作業を行った経験があり、日本と海外の音楽市場の間の絶望的なまでの格差を思い知らされると共に、スタジオ・ワークの面白さにも目覚めている。

## 小室ブーム
1994年から1997年の3年弱、小室哲哉のプロデュース楽曲がオリコンチャートの上位を埋め尽くす現象が発生した。メディアはこれを小室ブームと評した。

### 初期
1991年頃、松浦勝人と対面した際に松浦からTMの楽曲をユーロビート調にアレンジしたリミックスアルバム「TMN SONG MEETS DISCO STYLE」の企画を持ちかけられた時に「TMの作品が初回プレスは売り切っても、バックオーダーが発生しないから楽曲がファン以外に広がらず、カラオケでもディスコでも渡辺美里さんの曲しかかからない」という危惧・諦めからTMの固定ファンを「15万個の消しゴム」と例えるようになり、当時新興で軌道に乗り始めていたエイベックスからの誘いには最初は及び腰だった。だが松浦の「だったらTMの楽曲がかからないような所をターゲットにすればいいじゃないですか。絶対格好悪くならないようにしますから」「ヨーロッパでは一つの音で、ダンスフロアがぶわっと盛り上がる。そういう作り方の音楽も面白いですよ」と勧められたこともあり、1992年から自分のベースの一つであるダンス・ミュージックが「どうしたらそのジャンルが大好きな固定ファンから不特定多数の大衆に広がるか」をDJとして全国を回り音色・出演メンバーに対する若者の反応を確かめ、オーディションの審査員を務め、地道にスタジオで作曲活動をする等の試行錯誤をしていた。ダンス・ミュージックを主軸に専念した理由として、「カラオケとディスコが流行りだしていて、ディスコの後にカラオケに行く人が多かった。でも、歌う曲はサザンオールスターズ・松任谷由実さん・ZARDのような熱唱しなければいけない型ばかりで、ただタンバリンを持ってメロディに合わせて踊るだけでは無理がある曲が多かった。だから、歌うか・踊るかどちらに行っても楽しめる曲がもっとあってもいい。僕から見るとそこがマーケットとしての空白だった」と語っている。しかし、1970年代 - 1980年代のシンセサイザーだとどうしても難しいプログラミングができないため、やむを得ず「メロディーとリズムが戻ってくる」パターンを作って繰り返さなければならず「流れが流暢でドラマチックで起承転結のある日本の歌謡曲」「尾崎豊さんのような涙・汗・エモーショナルな楽曲が名曲」と若者に受け入れられていた世間に対して、どうやったら反復が多くて無機質なダンス・ミュージックにロック・ミュージックに対抗できるパワーを持たせるか、音楽業界に入り込むかを考えていた。
しかし、小室がavex traxとライセンス契約を結んだ際、EPIC内では「他社のアーティストをプロデュースするなんて契約違反だ!」「法的には何の問題もないが義理としてはどうか」「EPICはロックのレーベルなのに、ダンスなんて軽薄だ」と議論が巻き起こった。これは当時の音楽業界では「音楽プロデューサーはレコード会社の社員・元アーティストの専属契約」であることが多かったためといわれる。その問題に対応するためにtrfデビューの際、TMのメンバー・ソロミュージシャンとしての契約は引き続きEPICと結びながら、音楽プロデューサーとしてはフリーランスであるために、個人事務所「OPERA GIG（後にTK stateに改名）」を設立し、小室は音楽に関する全てのコンセプトを立てた。それをスムーズに実行させるために、丸山茂雄は「アーティスト主導・レパートリーの管理に特化した芸能事務所」をコンセプトに「アンティノス・マネジメント（後のブルーワンミュージック→現ソニー・ミュージックアーティスツ）」を設立、小室は第一号契約者となった。それと同時に丸山が小室の個人事務所とフリー契約を結び、avexとの橋渡し役を務めた。形態として「avexに小室を貸している」「演奏権は確かにEPIC側が持っているが、打ち込まれたデータの再生は演奏ではない」と丸山が体裁を保障することで契約問題を乗り越え、その見返りとして本来小室に支払われる活動収入・印税の内「原盤権で生じる印税」「実演家としてのアーティスト印税」を丸山が、「エイベックスとの仕事で生じた小室の収入の数%」をEPICが頂く形をとり、「作詞・作曲・編曲・プロデュースを中心とした売上中1～5%の著作権印税」「音楽プロデューサーとしての活動で生じる収入」「テレビ・イベント等への出演料」は小室の取り分になった。
1993年に音楽プロデューサーに徹する決意を周囲に表明する。東京・芝のオフィスビルのフロアを借り切り、個人用のスタジオを3軒建て、ミキシング専任のスタッフをロサンゼルスとロンドンに抱え、配送スタッフを週2日定期的に行き来させる等、いつ誰とでも楽曲制作ができて、スムーズに海を越える態勢を整え、「1993年はスタジオで音作りに明け暮れた」と述懐する程に、楽曲のストックを増やす制作活動に徹した。その時の目標となったのが、ジ・オーブの作品群・活動スタイルであり、「TM・trfに共通する僕のすごくポップな部分が生まれる切っ掛けになった」と話している。その時の状況を「世の中は既に仕事を分担してシステム化していくのに、全てを自分一人で決めていくなんて時代に逆行しているのではないか、やっていることは家内制手工業と同じだ」と迷いを見せたが、反面作詞・作曲・編曲の内、小室の担当する作業がどれか1つだけだと制作に行き詰まり、敢えて3つ兼ねれば「メロディとコード進行が同じでも、音色と作詞次第で全く別の曲にできる」「作詞に行き詰ったときにコード進行をマイナーからメジャーにすることで全然違うイメージにする」「アレンジをダンスミュージックからロックに簡単に様変わりできる」等仕事の組み合わせが3つ以上あった方がかえって仕事がやりやすいことに気付き、「大量のアイディアのライブラリーになるし、アーティストのキャラクターの色分けにもつながる」と語っている。
そうした要領で創作活動を行いながら企画書を練っていく内に、「TMでできることはもうないんじゃないか」「女性ボーカリストのための曲をプロデュース・ワーク的な部分で作りたい」とその内容は小室を含むTMの3人では到底収めることができるものではなくなってしまったために1994年、TMの活動停止を決意する。その際のキーワードとして「解散」ではなく「終了」を全面的に押し出したのはその間際になってもなおTMの次のイメージと可能性を見つけた自分に気付き、それを尊重するために「飽くまで第1期プロジェクト終了」「ニュース・ドキュメンタリー・モニュメントとしての『終了』という言葉のプロデュース」 というコンセプトから来たものである。小室が後に「どう聞いてもわがまま」と振り返るほどの申し出を受け入れてくれた宇都宮・木根には感謝の意を示している。

### 全盛期
1994年のTMN終了前後から、観月ありさ、篠原涼子、trf、hitomi、内田有紀、H Jungle with t、dos、globe、華原朋美、安室奈美恵など、多数の作詞、作曲、編曲と音楽プロデュースを兼任して行った。1994年から1999年の間に数々のミリオンセラーやヒット曲を打ち立て、各メディアにおいて「小室ファミリー」、「小室サウンド」、「小室系」といった名称でカテゴライズされる、自身の少年時代からの夢だった小室ブームという社会現象を起こした。ソニー・ミュージックエンタテインメントの丸山茂雄が小室のプロデューサー活動を支援するためにアンティノスレコードを設立し、マネジメント業務もアンティノス・マネジメント（後のブルーワンミュージック→現ソニー・ミュージックアーティスツ）とエージェント契約を結んだ。
作詞家・作曲家としての小室は音楽出版社「アンティノス・ミュージック」と専属契約を結んだ。例えば、エイベックスに所属するTRFのプロジェクトに小室がプロデューサー・作詞家・作曲家として参加すれば、プロデューサー料はマネジメント会社「アンティノス・マネジメント」に入り、著作権印税は原則的に「アンティノス・ミュージック」を経由して、「アンティノス・マネジメント」に入っていった。
その後、trfの「EZ DO DANCE」（最高位15位）「寒い夜だから…」（初登場16位、最高位8位、当初はノンタイアップ）などがロングヒットし、中森明菜の「愛撫」がアルバム曲ながら注目を集めたのを規にプロデュース業を本格化。東京パフォーマンスドールの篠原涼子が「篠原涼子 with t.komuro」名義で出した「恋しさと せつなさと 心強さと」が、初登場27位からチャート1位まで上昇し、大谷健吾が原宿を中心に人気を集め（オリコン「The Ichiban」などのアンケートで上位に入った）、ここからプロデューサーとしての小室哲哉に注目が集まった。trfは「survival dAnce 〜no no cry more〜」「BOY MEETS GIRL」「CRAZY GONNA CRAZY」など5作品連続でミリオンセラーを記録、ダウンタウンの浜田雅功に「H jungle with t」名義で提供した「WOW WAR TONIGHT 〜時には起こせよムーヴメント」が予言通りダブルミリオンを獲得したことでプロデューサーとしての地位を確固たるものにした（→小室哲哉提供楽曲一覧参照）。
プロデュース手法の構築においては1980年代に、打ち込みによるダンス・ミュージックを基軸として世界的大ヒット曲を量産したストック・エイトキン・ウォーターマン・レコード会社をチェーンストアと考え、市場の要求とカラオケに通うファンのニーズに応えたソフトを自ら製造していく姿勢に対して「サウンドプロデューサーとして同じ志とノウハウ・戦略を持っている」と感じ取り、同時に「数字とクオリティに負けたくない」と悔しさをもらしたビーイングの長戸大幸のプロデュース手法・スティーヴン・スピルバーグの制作現場マネジメントの手法を参考にしたとされる。実際に、小室本人がJ-POP向けにプロデュースした楽曲は、打ち込みによるダンス・ミュージックを基軸とした明確なサビのある歌モノであり、音楽に詳しくない一般層に対しても分かりやすいという特徴を持っていた。松浦は「ぱっと聴いて、すぐ耳に残る分かりやすいフレーズ」を優先して作るように指示し、その延長線上でミュージシャン・エンジニアとして様々な実験的演出を行った。
1994年から、EUROGROOVEという多国籍メンバーによるユニットを結成して海外進出を図った。小室ブームを迎え、日本の音楽が世界に通用しない現実を覆す試みとして開始されたが、日本国内で絶大なブームを迎えた小室本人の多忙により1996年に終了している。
1995年から4年連続でプロデュースした曲が日本レコード大賞を受賞。この頃から「提供する歌手本人に一度も会わないこともある、音にこだわればそれでいい、その場限りの関係の単純な楽曲のオファー」より「まずテレビ番組とのタイアップがあって、それに向けた楽曲のプロデュースをして欲しい。部分的に見て頂いても構わないし、最初から最後まで見てくれてもいい。アーティスト・発売先・音色・曲順・タイトルもお任せしますので好きにして構いません。レコーディングの予算・ジャケット写真・PV・ポスター・宣伝素材・キャッチコピーと取材を行う雑誌と放送等のメディアもプランの段階からコストを管理して、版下チェックして下さい。ライブの内容やスケジュールも監修してください。製作費まで全部お預けします」といった全権委任のオファーが殺到するようになり、アーティストとしてステージに立ち、プロデューサーとしてレコード会社のマーケティング会議からCDショップでのセールスプロモーションまで時間の許す限りどんな場所にも顔を出し、「相手のオファーの内容が分かりにくくなる」という理由から第三者を通してのやり取りはしないで代理店のスタッフを同伴してテレビ局・スポンサーに対して直接ディスカッション・売り込みを行い、要求を呑みつつも「作り手が直に交渉している」という事実を突きつける形で念押しし、出来上がった作品に対してスポンサーが断れないように持って行った。小室が一番神経を使ったのが出稿量であり、「自分にくれるお金があるなら、その分スポットCMの本数を増やしてほしい」との思いから、テレビCMに提供した楽曲の著作権使用料は一切受け取らなかった。このことから、楽曲提供のみに留まらずエンジニアリングからA&R業務までのプロジェクト全体を統括するプロデューサーとして業界内でも期待を集めた。
1996年の1月から2月にかけて、スキャンダル報道が過熱し、複数のレコード会社の利害が錯綜した創作活動、複数の営業窓口が発生したCM等のタイアップ活動、マスコミ対策等、小室・丸山が対応できる範疇を超えてしまい、仕事量の膨大さと対処の煩雑さから、アンティノス・マネジメント独自のA&Rシステムは事実上崩壊する。それをカバーし、楽曲製作以外の部分を肩代わりする存在の出現が望まれ（1994，オリコン年鑑など）、マネジメント業務をエイベックス子会社のプライム・ディレクション（現：エイベックス・ライヴ・クリエイティヴ）とバーニングパブリッシャーズなどバーニンググループによる集団管理体制が次第に構築された事務所「TKルーム」が新設、完全に移管される。これに伴い、この時期以降の安室奈美恵を除くほとんどの小室作品は、バーニングパブリシャーズが音楽出版上の原盤権を所有している。音楽業界以外の芸能界にも精通した小回りの効くスタッフが集められて、松浦をリーダーとするチーム体制での新しいマネジメントシステムがスタートし、同時期に制作・生活拠点をロサンゼルスに移した。
この時点で、「タイアップが決まらないと曲を書かない」と公言する程 のタイアップありきのプロデュース手法に対して表立った批判が目立ちだしたが小室は「まずスポンサーに気に入られて、初めて僕の曲になるんです」「プロのミュージシャンは売れることで、やっと自分の好きな音楽ができるようになる。自分の好きな音楽よりも、売れる音楽を優先して作らないと駄目」「聴いてもらえないということは『ポピュラー』の根幹に関わる。『大衆に迎合しすぎる』とか、『売ることばかりを考えている』との批判を聞くが、これは大衆音楽なのに」 と割り切った意見を述べた。
Mr.Childrenなどのプロデューサーとして知られる小林武史とイニシャルが同じことから「TK時代」「ダブルTK」「哲武ミリオン時代」と呼ばれた。小室は「仕事の仕方は鏡に映る自分を見るようで、そっくりです。ただ小林さんは男性ボーカル・ロック・バンド系をプロデュースする。僕は女性ボーカル・ダンス・打ち込み系をプロデュースと対極にあるんです。この二つが互いに刺激し合ったおかげで、お互いにミリオンヒットが生まれたんだと思います」と語っている。
1996年4月15日にはオリコンシングルチャートにおいてプロデュース曲がトップ5を独占した。1996年はglobeのアルバム「globe」が当時のオリコン記録を更新し、歴代1位となる売り上げ400万枚以上を記録。安室奈美恵のアルバムも330万枚を超え、華原朋美のアルバムも250万枚を超えるなど、この年だけでプロデュース曲の総売上枚数は1,500万枚以上を記録した。さらに1996年から2年連続で高額納税者番付において全国4位を記録、1997年の納税額は11億7000万円で推定所得は約23億円だった。1996年末には海外進出を狙いルパート・マードックと組み、100万ドルを出資して香港に合弁会社TK NEWS（後のRojam Entertainment）を設立した。
1997年、スピード2のテーマ曲のリミックスを手掛ける等の世界展開を行った。8月にマネジメント業務をプライム・ディレクションからアンティノス・マネジメントへ戻し、活動拠点をアジアに定めた。「インターネットを駆使しての他所との円滑なスタジオワークのやり取り・近況報告」「アジアのマーケットの新たな開拓と米国への浸透」「米国のサウンドをアジアに持ち込み、『米国のサウンドと比べてアジアのサウンドはどうなのか?』というリサーチの繰り返しによる、アジアのサウンドの水準の維持・向上」を目的にしていた が、後に「技術革新のスピードを読み違えてしまい、日本・ヨーロッパ・アメリカ・香港等、国毎にデータ転送の速度や通信環境などに格段の差があり過ぎて、すれ違いが起こってしまった」「『自分が今まで築き上げたブランドと成績を求められている』と過大評価していて、現地のリスナーやシンガーと密着して共に音楽の質を育てていく活動を意識していなかった」「ただ日本での企画に関する喧騒からスタジオに逃げたかっただけだった」 と語っている。
この体制のもとで1995年には自身がリーダーを務めるglobeがデビューし、恋人だった華原朋美やユーロビートのカバーでブレイク寸前だった安室奈美恵などのプロデュースで大成功を収め、1996年にはオリコン週間チャート上位5作品を小室作品が独占、1995年から1998年にかけては4年連続で日本レコード大賞を提供曲が受賞するなど、いわゆる小室ファミリーによる小室サウンドが大量生産されていった。電通内に小室哲哉チームが作られ、コンサートの冠スポンサー、ウェブサイト「TK Gateway」との連携など単なるタイアップ曲の枠を越えて重層的なメディアミックスが仕掛けられた。この時代にプロデュースを受けたアーティストが小室ファミリーに分類されることが多い。その一方で、同時期に華原朋美は予想外のブレイクによりアイドル歌謡曲指向への転換を余儀なくされ、リミックスアルバムが発売中止となり、H.A.N.D.は1年余りでプロデュースが終わり、海外向けプロジェクトEUROGROOVEも終了した。
1995年から1999年までは『ASAYAN』などで小室名義のオーディションが数回企画されたり、TVCMやテレビアニメ主題歌とのタイアップを付けて有望新人を小室プロデュースでデビューさせることが流行った。しかし、鈴木あみ以外思うような売上が出ず、皮肉にも同じファミリーメンバーでの競争も起こった。このような形態でデビューし、現在も活動している歌手は非常に少ない。
なおこのブームに乗って、小室哲哉と親交がある嘉門達夫（嘉門達夫もイニシャルはT.Kである）は、小室哲哉プロデュース作品の替え唄を集めた「TK替え唄メドレー」を2作リリースしている。嘉門は替え歌メドレーを発表するときは、原曲の著作権者（作曲者・作詞者・歌唱者）の許可を得てからリリースしているが、小室哲哉は非常に協力的だったといわれる。

### TK presents こねっと
1997年1月1日には、プロデュースしてきた歌手などに声をかけ「TK presents こねっと」として『YOU ARE THE ONE』をリリース。「こねっと」とは「小室ネットワーク」ではなく「子供ネットワーク」からきており、小学校や中学校にインターネットを普及させようとする小室独自のプロジェクトの名称である。

### 衰退期
1997年前半まではミリオンセラーを連発していたが、この頃から既存の小室ファミリー向け楽曲の曲調がポップテイストからエレクトロへ変化している点（特に安室奈美恵の楽曲が顕著）、同年夏に小室とエイベックスの関係性の急速な悪化により松浦勝人と絶縁した影響でglobeが一時活動停滞したことや、翌年1998年にはTRF・hitomiらのプロデュースが無くなり、小室ブーム全盛期の中心にいた安室奈美恵は出産のため休業し、ミリオンセラーを叩き出した華原朋美も小室との恋愛関係の清算による離脱をしたこと等、複合的要因で小室ファミリーの規模が縮小。同時期に新たな音楽性をもつJ-POPアーティスト（バンドブームを牽引したGLAY・L'Arc〜en〜Ciel、若年層のアイドルブームを牽引したSPEED、エイベックス内で脱小室派閥が進んで勢いをつけたEvery Little Thingなど）が台頭し始め、小室ブームの勢いは少しずつ落ちていく。エイベックスと絶縁後はTM NETWORK時代の古巣であるソニーと専属プロデューサー契約を結び、マネジメントも委託。さらに、数十億円を報酬金（印税）の前受金として受け取る。
1996年以降、小室以外のプロデューサー（avex創業メンバーや伊秩弘将など）やA&Rの台頭により、小室ファミリー以外の歌手（主にグループ）によるミリオンセールスのCDが増え始めた。これと反比例するように1999年頃から小室楽曲の作風がアンダーグラウンドに変化し、小室プロデュース作品の勢力は衰え始めていくことになる。
以降、小室のマネジメントが迷走し、同年4月の華原「Hate tell a lie」を最後にミリオンセラーがなくなるなどブームは急速に失速していく。この年は2月の安室「CAN YOU CELEBRATE?」が年間シングルランキング1位、3月のglobe「FACES PLACES」が年間アルバムランキング3位を獲得したものの、夏以降はglobeの活動が停滞する。翌1998年には安室が産休に入り、アルバムではglobe・安室・華原のアルバムがミリオンセラーを記録するものの、シングルでは小室作品がTOP30にランクインしないなどその失速は急激なものであり、同年globeが第40回日本レコード大賞を受賞したのを最後に、一連の賞レースから遠のくこととなった。
一方で小室ファミリーの契約期間終了などによる、自身の所属するglobeを除き、所属していた歌手の小室プロデュースからの撤退・独立が相次いだ。
- TRFは1998年よりセルフプロデュースに移行。
- hitomiは1998年より自ら作曲を手がける[注釈 13]。
- 華原朋美がTK stateを離れ、プロダクション尾木に移籍（詳細はこちらを参照）。

1998年にはtohko・鈴木あみ・未来玲可をプロデュースしたものの、1996年前後の小室ブーム全盛期と比べて勢いは劣っていた。
翌1999年以降は明確なサビを持たせた楽曲展開をやめ、globeやTRUE KiSS DESTiNATiONらを使って小室本人が次世代のダンス・ミュージックとして注目していた、トランスなどを日本のJ-POPに導入しようと試みたが、時代の先取りであった為、一般には受け入れられなかった。しかし、そこですでに最新の音楽を日本に取り入れていたのは、ある意味での功績とも言える。また、更なる世代交代で新しいアーティスト（若干15歳ながら数々の金字塔を打ち立てた宇多田ヒカル、エイベックスの脱小室派閥による戦略で女子生生を中心とした若者にブレイクした浜崎あゆみ、鈴木あみと同じオーディション番組ASAYANからデビューし、つんく♂のプロデュースでブレイクしたモーニング娘。など）のCDがヒットチャートの中心となり、小室プロデュースのCD売り上げは落ち、それ以後はglobe関係の活動がほぼ小室のウエイトを占めるようになった。
そしてこの頃から、小室自身が日本の音楽シーンの中心からやや離れたプログレやトランスに傾倒し、ミリオンセラーに届くヒット曲を出さなくなった。
CD不況に突入するゼロ年代に向け、CDバブル崩壊の1998年から2000年にかけて小室ブームの縮小は下記の影響を受けた。
- 1997年にベストアルバムブームを生み出したGLAYを筆頭としたビジュアルロックバンドのブームが2000年頃まで続く[注釈 14]。
- 1998年、L'Arc〜en〜Cielの怒涛のCDラッシュに伴う大ブレイク（1997-98年活動停滞中のglobeファン層が最も流出・移行した）
- 1998年を中心に安室と同じ「沖縄アクターズスクール」出身で、かつライジングプロ所属のSPEED、MAX、知念里奈[注釈 15]、DA PUMPがピークを迎える。中でもSPEEDは前述の伊秩弘将プロデュースでミリオンセラーを連発し、10代から圧倒的な人気を誇った。
- 1998年にデビューしたMISIA、宇多田ヒカル、1999年にデビューした倉木麻衣、2000年には平井堅のブレイクによるR&Bブームの到来。中でも、宇多田には衝撃を受けたという[注釈 16]。（小室は新たに元DosのAsamiとユニットTRUE KiSS DESTiNATiONを組み、R&Bに挑戦するも大ヒットに至らなかった）
- 1998年、Every Little Thing (ELT)はアルバム350万枚の大ヒットで人気絶頂期を迎え、翌1999年には前年デビューした浜崎あゆみが大ブレイクを果たすなど、前述のavex創業メンバーがプロデュースした女性歌手が台頭。（ELTは当時同ユニットの一員だった五十嵐充がプロデュース、浜崎あゆみは松浦勝人の当時の恋人であり、打倒小室哲哉・華原朋美として猛プッシュされた）
- 1998年にデビューしブレイクしたモーニング娘。を筆頭につんく（シャ乱Q）のプロデュースによるつんくファミリー（「ハロー!プロジェクト」）の台頭。つんくについても宇多田同様の事を受けたという[注釈 17]
- 1999年にはDragon Ash、椎名林檎など、「ROCKIN'ON JAPAN」に取材されるような新感覚のロックミュージシャンによるブーム。
- Mr.Childrenの活動再開（空前の小室ブームの中でも上位セールスの常連であった）
- JUDY AND MARYを筆頭に1998年にはthe brilliant green、1999年にはHysteric Blue、センチメンタル・バス、ポルノグラフィティ等のソニー・ミュージックが発掘した若手ボーカルバンドグループのヒット。
- 1999年にゆず、19によるニュー・フォークブームの到来。
- 2000年台に入ると鬼束ちひろ、椎名林檎、aiko、矢井田瞳、小柳ゆき、中島美嘉、倖田來未など、ソウルフルな歌唱をする「歌姫」（女性ソロシンガー）の相次ぐ台頭。

これらの影響が一気に押し寄せたことに加え、2000年に小室系として唯一ミリオンセラーを達成していた鈴木あみが「Reality/Dancin' in Hip-Hop」を最後に歌手活動停止状態に陥り、安室も2001年にはセルフプロデュースに移行し、小室ブームは事実上終焉した。
上記のアーティスト・バンドの台頭には「価値観と感覚の相違・引退を意識させられた」程の衝撃を受け、「今とは違った形のプロデューサーにならなければ」「作りたいときに作れて、鍵盤を弾けるときに弾ける作曲家に戻りたい」と自分の将来の立ち位置に悩んでいた。
小室ブームが終焉に差し掛かった2000年3月に、1993年以降の小室プロデュースによる楽曲CDの累計発売枚数が3000万枚を突破したことを記念して、avex traxから当時の小室ファミリーの集大成として3枚組のコンピレーション・アルバム『ARIGATO 30 MILLION COPIES -BEST OF TK WORKS』(ASIN B00005ECC5) が発売された。
この頃になると「売れなくてもいい」「売れるに越したことはないけど、この時代にどれだけ人の心に届くかを重視している」「小澤征爾さんの作品の大ヒットを見て、メガヒットに頼らないセレクトショップのような音楽を目指したいと思った」 と心境の変化を語った。長年小室のマネージャーを務めた丸山茂雄も「権限を与えすぎたことは大きな誤りだった。小室さんとアーティストには音作り・楽曲選び・歌に専念させるべきだったのに、アーティストの選定、テレビCM・ドラマ・映画等の出演先のマネジメントまで一切を任せてしまった。その範囲にまで2人で『どれを選ぶか』を悩んでいると立ち止まってしまう。映像部門専門のマネージャーを別に用意すべきだった。実際に初期の鈴木あみはその辺を全く別の事務所が担当して上手くいっていたのに、それ以降のほとんどの活動に小室さんがマネージャーとして首を突っ込ませたのはいけなかった」と後悔と反省を多分に含んだコメントを出している。

### その後
小室は2001年1月にソニー・ミュージックエンタテインメントとの専属プロデューサー契約を解除し、前受報酬（印税）18億円の返還を求められることになり、この返済と自身の浪費のために借金を重ねることになる。
そして2008年に小室は詐欺事件が原因で逮捕、活動停止状態に陥るが、同時期から小室の楽曲が再び注目されるようになる。その後、2010年に小室は活動を再開し新曲を発表する一方、小室ファミリー出身者のメディア登場も再び活性化する。
上記の活動再開後は小室自身に加え、ファミリー出身者では特に華原朋美とTRFメンバーのメディア登場が活発化しており、小室ファミリー時代の楽曲について取り上げられる機会が増えた。
2008年11月時点で発表された小室がそれぞれ作詞・作曲・編曲・プロデュースを手掛けた楽曲の総売上枚数は1億7000万枚以上であり、これは日本の音楽家では歴代1位の記録である（作詞家では歴代4位・作曲家では歴代2位）。
2011年には、ファミリーとして自身が務めていたユニット・globeのボーカルで妻のKEIKOがクモ膜下出血によって一命は取りとめたものの、呂律や後遺症を患ってしまったため、現在ではリハビリなどを両立しながら自宅にて療養中である。実質的に小室とマーク・パンサーのみでの活動として専念をしている。そのため、大型音楽番組での出演の際には、他アーティストとセッションをする試みとなっている。KEIKOに関しては、同ユニットがデビュー20周年を記念したイベントの際に、ごく僅かながら音声のみでの出演を果たした（事前に小室自身のスマートフォンで通話をした際に録音されたものである）。
ブーム終焉後でも、フジテレビ『FNS歌謡祭』『FNSうたの夏まつり』、日本テレビ『THE MUSIC DAY』、TBS『音楽の日』、テレビ朝日『ミュージックステーションウルトラFES』、テレビ東京『テレ東音楽祭』などの各テレビ局の大型音楽番組や「小室ファミリー」「小室ブーム」を特集で扱う番組に、小室が中心となって小室ファミリーが集結して定期的に出演してヒット曲のメドレーを披露している。
2021年に小室とKEIKOの離婚が成立。この際財産分与が争点となり、小室は現在も印税による粗利益が年に1億円あるとされており、経費や税金を差し引いても手取りで数千万の収入があると報道された。

## 主なファミリーメンバー
- TRF
- 観月ありさ
- 篠原涼子
- globe
- 内田有紀
- 安室奈美恵
- hitomi
- H Jungle with t
- 鈴木亜美
- dos[66]
- 華原朋美
- H.A.N.D.
- 大賀埜々
- 天方直実
- MIYUKI
- Kiss Destination
- Ring
- tohko
- 未来玲可
- 翠玲
- Call of Artemis

### 香港のファミリー
- 葉佩雯 (グレース・イップ)
- Zoie
- セリーナ・ジェイド
- Sharon Chan（中国語: 陳敏之）
- Bibi Yiu（中国語: 姚詠雯）
- Yoyo Yiu（中国語: 姚詠儀）

※順不同。単発および、現在は別プロデュースのミュージシャン、歌手も含む。

## 評価

### 自己評価
小室はブームそのものを振り返って、
「1994年以前にストリートダンスブーム・ジュリアナ東京ブームと『ダンス』をキーワードにした流れが2つあり、僕はその両方の音を作ることができた。そして、その2つが混ざったものが現在の若い子達に好まれる音楽であり、そのカテゴリーの中に僕のダンスミュージックが入っているからだと思います」
「棚に並べて飾られる作品としての価値より、音楽配信で簡単に消費される程度の価値しかない音楽を作っている自覚を常に持っている」
「avexに喜んでもらえるような提案を出す他にも、制作過程の細かい部分のマネジメントにまで口出ししていた。『CRAZY GONNA CRAZY』『masquerade』『Overnight Sensation 〜時代はあなたに委ねてる〜』を制作している時が、それらの配慮を抜きにしたただの一クリエイターに戻れた時だった」
「『イントロ→Aメロ→Bメロ→サビ』あるいは『サビ→Aメロ→Bメロ→サビ』＋『転調』という構成の中にめくるめく情景の変化があるから、『そういうマニュアルのようなポップスを作らないとみんなが飽きるんだ』と僕が率先して推し進めた結果そういう作り方を広めてしまった」
「自分の曲を冷静に聞き返す時間が無かった。一つ刺激的な話題があると『もっと欲しい』とニーズとレベルが上がり続けて、飽和状態になった。ピーク感を煽ったのは間違いなく僕だけど、自分が世の中を回しているようで、上手く回されていた気がする」
「記録は喜ばしいのにそこで喜ぶと『偉ぶっている』と思われて、人に喜びを伝えられないくらい周囲が信用できなかった。周囲に勝手に持ち上げられて、崇められて、あの絶頂期は二度と味わいたくない」
「数々の記録は嬉しくない訳ではないが身の引き際が分からなかった。その内に自分が作っている音楽が自分を超えてしまい、0から必死に追いかけていた」
「プロデューサーとしての仕事は先方からのオファーから始まっていて、望まれるヒットのサイクルは月1回〜週1回・納期・CM枠まで既に決まっていたので僕一人で止められる状況ではなかった。使命感ではなく、責任感・強迫観念で作っていた」
「自分のお金を自分でどの位使っていたか分からなかった」「完全に裸の王様だった」
「僕の主導で行えた企画はTRFとglobeだけ。ヴォーカリストを育てる部分まで関わったのはそれこそkcoしかいない」
「魚嫌いがクルーザーを個人所有として買ったのは尋常ではなかった」
「ファンの皆が驚いて喜んでくれそうなアイディアのストックを1980年代にいっぱい貯めていたからこそ1990年代がある。90年代はファンの方々が通になっているとは感じなかった」
「1990年代は楽曲数が多いけど、アーティストの数は今より少なかったため、1人・1プロジェクトに対して相当なスケジュールをかけることができた。手掛けたアーティストは年間4,5人とそれほど多くない。もっと実験的な曲を一般にどんどん提案し、アーティスト毎に異なるアプローチをしていくことができた時代だった」
「1990年代は自分が気がつかない所で調子に乗っていた。勢いと『これで大丈夫』という過信で書いていた。改めて見直したり、お金を出してくれる人達の気持ちを考えるための時間も余裕もなかった」
「インターネットで、僕の1990年代の楽曲を研究してくれる人達の考察を見ると概ね『切迫した感覚や、時間がなかったり、苦しい感じがあった』と書いて合った。丁度音楽を作ることが始めて『苦しい』と思っていた時期だった。でもそれがその人達の失恋・会社や学校での嫌な事等、社会での辛さが被っていて『お互いにシンパシーを感じてくれた人が結構いてくれたんだな』と今は思ってます」
「『まず楽曲があって、次に僕に仕事が来る』というのが普通なのに、1990年代の僕は『まずオファーがあってから、後で音楽を作る』という感じになってしまった。その時点で、完全に音楽ありきではなくなってしまいますよね。何かの商品だったり、違うもののために音楽がある。違う人達がお金持ちになるために必要なものが、僕の音楽だったりする。その中で、自分のやりたい音楽を見つけるために努力し、ベストは尽くしましたけど、流石に順番をひっくり返すほどの拡張はできなかった。だから純粋に『僕の作る音楽が面白い』と言ってくれるような現象は当時は起こり辛かったんですね」
「CMのタイアップで作っていた曲でたまたま15～20秒の中にハマって『これはいけるかも』と本気で感じたのは今までの中で10曲だけ」
「『My Revolution』の頃から、『あの曲みたいにして下さい』というリクエストが多かった」
「綺麗事を言うわけではないですけど、『売れてよかった』というよりは『自分の作った音・メロディが広がっていく』と思えるのが喜びでした。自分の曲が正に『風に乗って広がっている』という感覚ですね。あれは今も忘れられないし、『音楽を作る人間として、何が1番気持ち良いですか?』と言われたら間違いなくそこだと思います」
「当時は曲を作るのが楽しくて仕方がなかったんですよ。例えば、仕事終わりに皆で集まって飲みに行くのが楽しいのと一緒で、僕の場合はスタジオに行って仕事が終わった後に、次のスタジオにハシゴすることに優越感を感じていました。プロデューサーとしてオファーを沢山頂ける状況が夢でしたから楽しかったんですよ。それこそ『楽曲を大量生産してた』というのは後付けですよね。作っていた最中は無我夢中でしたから、鍛えられました。でも、ある時期から『作りたい』気持ちを『やらされている』気持ちが追い抜いてしまったんです。段々辛さの方が勝ってしまってからは、締め切りがどんどん辛くなってきたんです。反面締め切りがモチベーションになっていたのもありましたけどね」
「瞬間的に嬉しいことはあったが、恍惚感・優越感は長続きせず、『走り続けるしかない』『クオリティを落としてはいけない』というプレッシャーの連続でした。今だったら完全につぶれていたと思いますね」
「功罪については自分で語るのも変だが、功としては当時は数字でしか反応が分からなかったが、後々それがSNSで1対1で全ての声を聞けて、その上で予想を裏切り、驚かせるためのサプライズを作れるきっかけになった。罪としては音楽業界は上手く多い宣伝を仕掛けたらビジネスとして成立すると勘違いさせてしまった」
「週刊誌や月刊誌のように3日に1曲、アルバム用の楽曲を含めると1年で最大で100曲作っていて、そういう時期が2年位続いた。『週刊誌や月刊誌のように』というのは、『次はどういう展開になっていくんだ』『今度はどんな感じでくるのかな』『次は変わったことしてくれよ』という興味と関心を持ってもらえていたと感じたからです。それも熱が冷めなかった理由の一つだと思います」
と客観的に語っている。

### 他者評価
その他にも、
「あの人は普段から企画を用意できるだけ用意する人なの。そうやって人と雑談をしている中から、また別の企画が生まれることがある」「現代の音楽シーンにおいて、小室哲哉の存在を無視することはできないでしょう。アマチュア時代から彼は紛れも無いプロデューサーでした。彼の数々のアイディア、僕の靴下の色・髪の毛の色・スタイルにまで口を出すお節介な性格。彼のプロデュースの方法は当時とさほど変わったものではなく、僕の知っている小室哲哉そのものです。彼の活躍は僕にとって大事件ではないのです」「小室は本当は出たがりなんですよ。でも口では『僕はいいんだ』とかいう。でもテレビに出るとちゃんと真ん中にいるんですよね（笑）。プロデューサー的作業というのは公私の『私』の部分では小室は深く関わっていた。その時の女性の服の色までプロデュースしてましたから。だからそれを『公』の部分でも始めてビックリしましたね（笑）。その後僕も何人かプロデュースすることになって相談したこともあるんですが、小室は『プロデューサーはお節介じゃないとできないよ』と言っていました。『構ってあげたい、そうしないと気がすまない』タイプがプロデューサーに向いているのでしょう」（木根尚登）
「アーティストの割には芸術家めいた依怙地なところは無く、職人的に『好きなこと、気持ちのいいこと』ならば何でもやってみようというタイプだった」「単調なノリだけのリズム優先のメロディは、普通のシンガーソングライターだったら嫌気がさすが、それをこよなく愛した二人が松浦勝人と小室哲哉。長期に亘って量産できるシステムを維持できるのはこの二人だけだった」「小室ファミリーの女性ボーカリスト・ダンサー達は天性のスターではなく、皆気弱な男性の話を快く聞いてくれそうな隣のお姉さんタイプばかりである。少なくとも高飛車な女はいない」「彼の原点であり、昔からの共通点である所は歌詞。渡辺美里の曲を作っていた頃、小室はほとんど作曲しかしていなかったんですが、渡辺は『健気な女の子が、自立した愛を目標としてひたむきに、けれど悲しい日常を生きている姿』をテーマにした歌詞を書いていた。そこで歌われているヒロイン像が正に20〜25歳の女性の理想とも言える条件を満たしていた。これを男性ボーカルでやるとやたら健康的で不良っぽくなく、ともすれば軟弱に聞こえてサマにならないため、基本的に女性ボーカルであることがポイント。そして、哀愁味・前向きさ・ひたむきさを帯びた歌詞を生かすには、耳にぐっと刺さってくるような高い声域の声がいいわけです。アーティストの容姿・雰囲気は男性の支持を得て、歌詞の内容は渡辺のフォロワーであり、未来志向型だから女性の支持も得る。1990年代型のヒットの要素は小室によって全て満たされていたのである」「彼の弱点はアーティストの作品世界を全て自分で作っていることだろう。これでは体裁上、『歌手達は人形』と見なされても仕方が無い。それを裏付けるかのように『ASAYAN』のオーディション『コムロギャルソン』では、かつての『スター誕生!』の時のように『単に有名になりたい』だけの女の子達がわさわさと応募し始めてきている。1980年代、シンガーソングライター達が『お仕着せの歌を芸能界という籠の中で歌わせられるのはゴメンだぜ』と自分の言葉やメロディーで自分の世界を歌ってきた歴史はどこへ行ってしまうのだろうかと老婆心ながら少々不安になる」（麻生香太郎）
「彼はもう、1991年前後から『カラオケが絶対ブームになる』と断言していました。彼はそれを見据えて曲作りをしてきた面がある」（小坂洋二）
「小室さんはアーティストの選び方に決まりは無くて、自分の好みで選んでいるだけ。その好みが結果的に時代に嵌っているんだと思う。僕と小室さんの好みは似てるけどね」「いい加減なプロデューサーです（加減が良いという意味です）。1から10までアドバイスしてあげることも必要だけど、適当な所で止めて、『後は自分で考えてやってごらん』とする匙加減が小室さんはすごく上手くて。そうすると周りが良い形で解釈してくれるんだよね。それがあの人の持っているアーティストパワーだと思うし」「『この人に足りないものは何か』『どう味付けすれば広く大衆に受けるか』といったアーティストの見方は学んだことが多いですね。本来のプロデューサーはスタイリストやヘアメイク等の人を選んで配置したり、予算管理を行うのが仕事。でも小室さんの場合は、監督兼プロデューサー。細かい部分まで関わって指示を出す。小室さん以降はそういうやり方が主流になってきましたね」「小室ブームを支えたのは作詞家としての小室さんだったように思います。字面だけ見ると変な言葉を使うんですが、メロディーに乗った瞬間にどこかで共有できるというか。そういう時代・流行・言葉を切り取るあの才能はすごい。その言葉が当時の若い世代に響いたからこそ、みんな大量にCDを買っていったんだと思います。『時代の半歩先が一番良いんだよね』とよく仰っていましたが、あまり先に行ってしまうとだめなんでしょうね」（久保こーじ）
「自分に足らないものまで客観的に判断できる数少ないアーティスト」「欧米のレコード会社は元々の社員が少なく、フリーランスのプロデューサーに全てを任せる。フリーのプロデューサーが全責任を持って仕事をし、その代わり報酬も多く出すという会社を小さい規模ながらも3つ作ったけど、これは小室君から触発された面があるんです。今後は小室君のような人が中心になって、日本のレコード産業を変えていくのかもしれませんね」「芸能界には世事に疎い人が沢山いるけど、彼は疎いどころか何でもよく分かっている。全ての判断を自分でできるのでジャッジを下した後の整備をするのが僕の役目。彼は音楽の才能もピカ一だけど、ビジネスの感覚も非常に優れている」「世界に自分から一気に出て行くのではなく、まずは望まれそうな所から出て行くんですよ」「彼ほどの戦略家はいない。空理空論が一切無い」「（小室のメディアに出すタイミングを逃さない姿勢を見て）君は勘で動いている人だね」「アメリカでは『プロデューサー』というとサウンドプロデューサーのことなんです。日本でいえば、小林武史さんや佐久間正英さんの様な人達。ミュージシャンとしてのノウハウを持っている人が、新たに出てくるシンガーソングライターを助けて、加工して、世に送り出していく。それに加えて長戸大幸さんのようにビジネス面まで考えるプロデューサーも世に出てくる様になった。彼がビーイングを大成功させた後に出てきたのが小室哲哉です。小室さんがすごかったのは、クリエイター・マネージャーの両方ができたことです」（丸山茂雄）
「小室さんがブルドーザーのように開拓者として切り開いてくれた道を、色んな違った形で整備して広げるためにチャレンジしていくのが僕のプロデューサーとしての仕事」「小室さんのやってることで一番衝撃を受けたのは、やっぱり『音を見せる』ということだ。それまで僕は『音はきれいに聞こえていれば、それでいいんじゃないか』と思っていた所があった。だけど、小室さんが音をいろんな形で『目に見える存在』にしていたことにすごくショックを受けた。例えばライブで楽器の音を一つ引き出すのでも、ただ弾くんじゃなくて、腕を振り上げてバンと弾いて、1音を表現する。『目から入る情報量を大事にする』という感覚は、僕が小室さんから学んだことで一番大きなものだ」「『当たり前にメジャーシーンを意識する』という感覚を学んだ。小室さんの世界は常に『メジャーへのアプローチ』という感じだった。決してマニアックなだけの次元じゃない所でものを作って、世の中を動かしていた。それは僕の中にも自然と身についていって、僕の『どうやって目に見えるようにするかを考えてプロデュースする』やり方にもつながっている。だから小室さんから教えてもらったことは『具体的な音楽』というよりも、『それを世に出すための方法論』の数々ということになるだろうか」「世界中のダンスミュージックシーンの最先端を常に意識していて、そのブレイクビーツ・音色の内のほんの一つのチョイスを絶妙なポイントで取り入れるから、常に新しいものに聴こえる」「小室さんのアンテナって凄いですよね。『ヨーロッパのクラブシーンでこんなことが起きている』『アメリカでこんなムーブメントが起きそう』っていうのをいち早く日本に持ってくるんです。IT・ファッション関係にもアンテナが広くて、『音楽がどういうメディアを通して世に出ていくのか』にも敏感ですね。ちょっと早すぎることもありますけど（笑）」「小室ファミリーが文化になる以前にも、音楽作りに対して当たり前にディレクター・プロデューサーが関わっていたけど、音楽はプロデューサー次第で『キャラクター・世の中への出し方・メディアでの見え方・売り出し方』の全てが変わっていくのを世の中に分かりやすく提示したのが小室さん」（浅倉大介）
「一つの素材を見てスターに育てていく嗅覚と計画性にいつも脱帽しています」「ダンスを重視しないJ-POPのアーティスト。もっとも、小室哲哉はダンスを上手く取り入れた」「小室君がヒットを飛ばす前のこと、一緒にロンドンに行ったことがあったんです。ロンドンで、僕たちはダンスフロアで踊っている若者たちを目にしました。小室君はそんな若者たちの姿に衝撃を受けたのかもしれません。こう言ったんです。『ダンスですよ、ダンスフロアをやりましょう』と。その言葉通り彼は、コンサートをダンスが踊れる場にすることに成功しました。ディスコには行けない若い女の子たちが彼のコンサートで踊りまくりました。コンサートでダンスフロアを提供したのは彼が初めてだと思います」（日向大介）
「お互い企画先行の戦略家だけど、僕は無謀なノリと勢いで進める方で、小室君はかなり計算し尽されている。細かい案や権利関係にも対応できるアイディアがあることに驚く」(YOSHIKI)
「リスナーの間で『ダンスミュージックを聴きたい』という受け入れる体制ができていて、『ダンスミュージックが特別な音楽じゃなくなっていた』と言う人が沢山いた。小室さんはその状況を他のプロデューサーやアーティストよりも早く読んでtrfのようなダンス・ポップスを投げかけたんだと思いますね。同時に日本で始めての音楽プロデューサーのシステムを作った点でもすごい人だと思いますよ」「DJという仕事柄、ディスコシーンの移り変わりはよく知ってた。その中で小室さんのテクノはイタリアのユーロビートやジュリアナでかかっているようなものではなくて、1970年代後半のOMDやクラフトワークのように音の立ち上がりがしっかりしてた。それでいて、日本のマーケットに合うようなリズム体とメロディーラインを持った音楽だったので僕は『いけるな』って確信があったんです」「小室さんは踊りやすい音楽とはどういうものなのか、すごく知りたがっていましたね。例えばベース・キック・ハイハットの位置であったり、曲の流れであったりとか。ハウスはリズムだけで1〜2時間も踊らせるわけですから。TMでの8年間、日本でのマーケットをプロデューサー的な感覚で捉えて、その後ロンドンでレイヴを生活の中で体験している。その時点で小室さんはテレビやラジオ等一般のメディアで流れる音とダンスフロアでかかる音の違いを認識していたと思うんですよね」「音楽シーンにダンスミュージック・四つ打ち・安室奈美恵ちゃん、ayu、Beverlyの活躍へと広がる歌姫カルチャーを取り入れたことは小室さんの発明でした。この3要素が1990年代からつながるエイベックスらしさなのかもしれません」(DJ KOO)
「何故売れるのか、何故ウケるのか、何故マーケットに定着したのかと言えば、これは本人も言ってることですが、マーケットを意識した作品作りをしているということが最大の原因だと思います。自分のオリジナリティを入れながらも、マーケットが何を求めているのかを敏感に察知して作っていく。例えばカラオケに行っても、皆で盛り上がる曲が中々ない。だったら皆で盛り上がる曲を作ればウケるんじゃないかというように。ある意味『洗脳』と呼べるかもしれませんが、小室ブランドが定着すれば、後は彼が何をしようと肯定的に受け入れられる。実際彼はダンスミュージックから始まったわけですが、ロック的なテイストでも小室ブランドとして受け入れられるようになった」（松浦勝人）
「当時は小室哲哉というと商業的ってイメージ持つ人多かったけど、商業的なのは小室哲哉をマネタイズしてた人達で、実際の小室さんは俺が仕事した中でも1番ロマンティストでガイダンスやストーリーを大事にしてて、『気分が乗らない事はいくらお金になろうが出来ない』って、アーティストを絵に描いたような人だった」（nisi-p）
「小室さんの影響で邦楽の低音域を拡張されたことによって日本向けだからと遠慮する必要がなくなった。やっと日本も歌謡曲的ミックスから脱却した」(GOH HOTODA)
「小室君は日本人の耳・メロディライン・転調・アレンジ・リズム感・ビート感を教育しちゃった。だから『それに引っ掛かるようなパターンを出すと、必ず売れる』というヒット曲の方程式を確立した」（坂本龍一）
「『何をやったらウケるか』じゃなくて、『何をやったらウケないか』を誰よりも知っている」「『どんな客層が買うのか、需要がどれだけあるのか』が完全に計算された⾳楽。彼は芸術家というより企業家のような発想で成功しているが、楽曲の構成がパターン化していて、才能的にもすごいと思う所はない」「⾳楽同業者の評価的な⾒地から⾔っても、ユーミンやドリカム、ミスチル、スピッツらはコード進⾏の点では⾯⽩いものがある。それが⼩室さんの場合は少し異質で、曲がなくて、リズムだから希薄で妙な感じがします。センスが良いから⾳楽的に低級とは⾔えませんが、ハーモニーやメロディに依存していないので、ドラマ性がない。またサザンのように、⾳楽的歴史を感じさせるものもない。安室だって、沖縄や黒⼈⾳楽のルーツを引きずっていない。だから『何か訴えたいという熱っぽさがない』と⾮難されるのでは」「⼩室サウンドはジャンクフード。そのココロは、ポテトチップスやコーラは何万個売れようが不思議はないですが、栄養はないし、採り過ぎは体に悪い。いくら⻘少年に売れても、ビートルズのように後世の若者を刺激することもないし、⽂化としても残らない。⼩室さんは⾳楽をやっているというより、薬の調合をしているという感じ。芸術家というよりも興⾏師。興⾏は否定しませんが、その後の荒野が怖い」「⼩室さんの活躍はまだ2,3年。これから何か大失敗して今まで⾜りなかったものを取り⼊れた時、漫画で⾔えば⼿塚治⾍のように、後継者を育て、外国にも認められる『偉大な⾳楽家』となりうる可能性があるのではないでしょうか」（吉松隆）
「⼩室さんの影響⼒が強すぎたから、みんなが画⼀的な路線を狙ったんだと思う。『⾳楽に対する意識がマインドコントロールみたいでつまらない』と今の邦楽に興味を感じなくなった。1,2曲⽬と楽曲をヒットさせた時は大丈夫だと思っていた。3,4,5⼈⽬と新しい別のアーティストが出てくる度に『シカゴのように尊敬に値するマンネリズムとは違うのではないか』と思ったんです」「シンコペーションを多様し過ぎている気がします。歌い⼿がダンス系の楽曲を歌っていても、詩を追っているのではなく、呪⽂のように字⾯を追っているだけの気がする。ファンは『意味は分からないけどそれを歌っていれば楽しい』とストレス発散の道具にしてしまった」「安室奈美恵ちゃんのだけは⼩室さんの作品というよりは、⼀⽣懸命⾃分の歌にしようとしている感じがして好きだった」「やっぱりみんな知っておかないと不安なんでしょう。それは昔からの⽇本⼈気質だと思います。ある髪型が流⾏ったら、みんなそうしちゃうみたいな感覚でしかないと思う。そういう意味ではプロダクツとしては大成功かもしれませんね。でもそれはルービックキューブみたいなもの。オセロやチェスのような普遍的な流⾏にはならない」「僕が⼩室さんの『TK MUSIC CLAMP』に出させてもらった時、あの⼈のことが何となく分かったような気がした。彼が『槇原君がキーボードで曲を作る⼈だということが分かるのが大事だったんだよね』って（笑）。それは誰が⾒たって分かると思うんです。『そういう切り⼝で僕の⾳楽を⾒ていたのか』と話してて残念な気持ちになりました」（槇原敬之）
「小室さんは最初にCMありきの方が曲が書きやすいはずです。なぜなら、訴えるべきターゲットがハッキリしているから。彼は市場がないと曲を書けない一種の職人ですから。テレビドラマよりもターゲットを絞り込みやすいCMの方がヒットが出やすいというのは頷ける所でしょう」（吉江一男）
「音楽を聴きたいと思っている若者へ、最短距離で届ける才覚とセンスの持ち主です。しかし、記憶には残らないと思います。これは小室さんだけの問題ではなくて、聴く側も歌い手の何かを与えてくれるような訴えに期待していないという問題がある」（阿久悠）
「ピンク・レディーのプロデュースのコンセプトは、基本的には阿久悠さんが考えていたと思いますね。だから、小室君は当時の都倉俊一や筒美京平を彷彿させるんですよ」（酒井政利）
「小室さんの何十億の印税はほとんどが作詞・作曲によるシンガーソングライターとしての著作権収入なんですよね。だから『プロデューサーの時代』なんて、これからもありえないと思います」（佐久間正英）
「非常に通俗で下世話だけど、現代美術的な衣装の着け方・自分のプレイヤーとしてのポテンシャルと限界を良い意味で自覚している。『自分のミュージシャンとしてのアイデンティティを、どこのベクトルで展開させるのが自分にとって一番いいか』っていうことをこの人が真面目に考えてやったら、こうなるのは自然だから。そういう意味では小室哲哉っていう個人的なスケールはこれで間違っていない。だけど、プロデューサーとしては今の時代に『これはこういう曲にして…この子はこういう路線にして…テレビでオーディションやって、この子をピックアップして…』とまで考えて、彼が個人で全部やってるなんて全然思ってないけどね。僕に限らず、みんなそうでしょ。そんな甘いもんじゃないからね」「誰も小室君がここまでなるとは思わなくて、彼自身もそんなことは思ってなかったと思う。だけど音楽シーンって、ほとんどそういう偶然っていうより交通事故がほとんど」（山下達郎）
「2,3曲感じる曲もあるけど、基本的にはさっぱりわかりませんね。結局『僕がずれてるのかな』と実感しました。それは一番大きな変化ですよ。全然いいと感じない曲でも、何百万枚も売れるというのは、『感じてる人達がいる』という事でしょ。僕はその中に入っていないわけだから、『僕がずれている』としか言いようがない」「結局は時代が生んでいるんだと思う。1970年代に『時代』を体験した一人として言えば、当時の僕にしろ今の小室哲哉にしろ、当人達の力じゃなく、『時代が押し上げている』という感覚があると思う。そんな時は前の世代の人たちは癪に障るもんだから『あんな歌いいわけない』という言い方をするんだけど、きっとわからなくなってるんだね。それが寂しいから『くだらない』という。結局、上の世代から順々に『ずれ』が生じていくんじゃないでしょうか。ずれを埋めるのは無理。感覚と能力はそうそう変えられるものじゃないから。ずれてしまった人はずれたまま行くしかない」（吉田拓郎）
「小室哲哉さんは、今のプロデューサーブームともいうべき状況を作った立役者。サウンドプロデュースに留まらず、ビジュアルイメージや活動方法に至るまで監修するオールラウンドプレーヤーで、しかも経営者としてのセンスも備えている」「手掛けたCDのセールスやコンサートの収益等の金額でランキングするとしたら、1位は間違いなく小室さん。それも2位以下に桁違いの大差をつけて」「『オヤジのものだったカラオケという文化を、若い子が楽しむものへとシフトした上でメガヒットさせた』といった彼の功績は非常に大きい。色々な意味でパイオニアなんです」「R&Bブームに直結する土壌を作った人は小室哲哉さんだと考えています。『音楽で人を踊らせたい』という意向を強くお持ちでしたから。もちろんR&Bにもダンスミュージックという要素は多分にありますよ。小室さんのプロデュース作品が大ヒットしたのは、アナログ盤に代わってCDが普及し、CDラジカセで比較的安価に音楽を楽しめるようになって以降。そんなタイミングで同じ色合いの楽曲を量産したのが彼です。同じトーン&マナーの楽曲を短期間に大量露出するとリスナーの陶酔状態を生み出すということを証明しました」「『プロデューサー』という存在を一般的に知らしめたと思います。アーティスト名に『with t.komuro』を付けることで、『小室哲哉プレゼンツ○○』という見せ方を示したんですよね。作り手の存在が歌い手と等価、もしくはそれ以上に楽曲のファクターとして大きくなった。プロデューサーの名前が作品の成分表示のような役割を得たわけです」（松尾潔）
「彼は斬新な作曲方法で一世を風靡しました。それは、過去に自分の作った曲を継ぎ接ぎにして、あっと驚くようなコード進行やサウンドを創り出すことでした。自分の曲に対するプライドが薄いなあ、と感じられますね」（玉木宏樹）
「彼の曲全てに共通して言えることは、グローバルな雰囲気があるということ。どんな国の人であっても言語の壁を越えてアピールできるんだ」「TKの音楽はいつもアレンジがよく練られていて、ミックスしていて面白いんだ。初めて彼の曲を聴くと、その録音状態で十分に彼の描いているビジョンが読み取れるよ。『依頼された曲をどのように提示すべきか』なんてことを推測するようなことを僕はしない。曲自体が自然と導いてくれるものだし、そう思わせてくれる彼こそ名プロデューサーなんだ」（デイヴ・ウェイ）
「多くのプロデューサーは曲を磨いてより良い楽曲にするけど、自分の持ち味を必ず入れて聴いたときにプロデューサーが誰か分かる楽曲を作れるのはとてもすごいこと」（マーティ・フリードマン）
「色んな若いバンドに『なぜ君たちはこんなにも四つ打ちが好きなんだ』と訊いてみた。すると『1990年代、つまり小室哲哉さんのサウンドが流行った時代を小学生、中学生として当たり前に過ごして、四つ打ちのリズムが染みついている』という理由に辿り着き、『そういうダンスミュージックをロックバンドに取り入れたらどうなるかやってみようぜ』という意図的なものから四つ打ちが浸透し出して、その結果BUMP OF CHICKENの『天体観測』・チャットモンチーの『シャングリラ』・SCANDALの『夜明けの流星群』を代表とした現在の潮流が生まれた」「小室さんの転調は楽曲の世界観を何回も変え、ボーカリストのおいしい潜在能力（主にハイトーンボイス）を常に120%キープして使い切ってインパクトを出すという手法です。それを90年代に沢山の楽曲にふりかけて以降も重宝されるテクニックとなりました」（亀田誠治）
「松本隆さん、秋元康さんは『ドリーミーで男性目線の女性像』を書くことが多かった。でも、1990年代に小室さんが書いていた詞は『等身大の女性目線』だった」（野宮真貴）
「小室哲哉は日本においてYMOが行ったDTMの革命の手法をそのままダンスに取り入れ、成功させました。そのサウンドのベースは、コンピューター制御されたシンセサイザーのサウンド。デジタルベースでのミックスダウンとマスタリングは、アナログ中心で制作された他社の音源とは明らかに違っていました」「聴いていて一つ思うことがありました。それは、ボーカリストの適正キーに対して、高い音程を選んでいるのではないかということです。つまり、私ならあと1音下のキーで歌手に歌わせるのに、小室哲哉はわざとキーを高く設定していると感じていました。キーの設定は重要です。高いキーに設定すると、サウンド的には緊張感が出て洋楽的な感じがするのですが、ボーカリストにとっては厳しい状況になります。特に職業ボーカリストは、365日歌わなければならないので、体調がいい時もあれば、悪い時もある。女性ボーカリストは、月1回の生理もあり、その時は音程のコントロールが難しくなり、もちろん高いキーも出にくくなります。そういう事情から、プロデューサーがこのキーがベストと思っていても、レコーディングでは『あと半音下げた方がいいのでは』というマネージャーもおり、キーの設定は複雑です。ところが小室哲哉はガンガン高いキーで録音している。『あれは何なのだろう』と疑問に思っていました。ある日原宿の街を歩いているとき、背後から女子高校生達が何やらペチャクチャ話しながら私の方に近づいて来た時のことです。『どこかで聞いたことがある、そうだ、小室哲哉の指定した高いキーと同じだ!』とその疑問が氷解しました。小室哲哉は『女子高校生達が興奮して話す高いペチャクチャをダンスビートに乗せる』という意図で楽曲を制作していたのではないか。小室の制作するサウンドとダンスミュージックを、女子高校生達は自分達の代弁者として受け取ったのではないでしょうか」「小室哲哉のダンスミュージックが日本を席巻した背景には、当時新興のレコード会社だったエイベックスの存在も大きかったと思います。通常、1曲がレコード会社を通して発売されるには、『制作の人間がいて、営業がいて、編成会議を通して、やっと発売にこぎ着ける』という流れがあります。制作の人間が若くて20代でも、部長は40代だったり、最後の編成会議でGOを出す制作の取締役は60代だったりするのです。ところがエイベックスは、若い社長や制作部長が一連の流れを取り仕切って発売していたため、購入層である女子高校生との年齢的な感覚の差が少なかったといえます。女子高校生のペチャクチャをダンスビートに乗せるという『発明』は、小室哲哉の新しいアプローチでした」「小室哲哉の音楽で新しかったことは色々ありますが、その一つが特徴あるスケール感覚のメロディでしょう。ブルー・ノート・スケールは、それまでのJ-POPの中ではあまり使われないテクニックだったのですが、彼の登場以降、積極的に使われ始めました。ロックやR&Bの要素が強いスケールなので、研究してみる価値は十分あります」（羽島亨）
「アイドル幻想を絶滅させたのが作詞家の秋元康なら、作詞家幻想を絶滅させたのはプロデューサー小室哲哉ですね。小室哲哉は作詞家の敵なんです。職業作詞家が職人芸を競い合っていた1980年代が終わると、『歌い手が自分で詩を書けば下手でもOK』というシンガーソングライターの全盛時代がきました。そして雑草の生い茂る音楽畑に今度は小室哲哉が踏み込んできて、『売れっ子プロデューサーが書けば詩は二の次でOK』という最悪の風潮が出来たんです。小室哲哉の詩は表現の完成度の面では明らかに稚拙の部類に入ると思います。ただ狙いがはっきりしているから、『敢えてやってる』と言われれば『そうかもしれない』と思うしかない。かつて『作曲家・小室哲哉』と共に名作を作っていた一流作詞家が今、『作詞家・小室哲哉』について何も言わないのは『詩がこのレベルでも歌は売れる』という事実を認めるのが辛いからでしょう。もし小室哲哉プロデュースの曲に別の作詞家が詩を付けたら、売れなくなる可能性も十分あるでしょう。歌はメロディと言葉が寄り添ってスパークするような聴かせ所が一つあれば成立するんです。その点は流石作曲畑のプロデューサーで手堅いですよね。あと、小室哲哉作品には『戦おう』といった闇雲なアジテーションが多いんですが『歌手本人がそんな詩を書いたらダサいけど、プロデューサーが書いたんだからまあいっか』となる。結局、小室哲哉は渡辺美里の『My Revolution』の現代版を延々と作っているんだと思いますよ」（枡野浩一）
「あんな高いキーでまるで首絞められてみたいな声で歌わせて（笑）、最初は違和感を感じたけど、段々耳慣れて快感になっていく。知らないうちにみんな小室さんにエデュケーションされてるんだよね」「小室さんは僕らから見たら『どうしてこの子がスターになれるの?』って子をあえてスターにしてしまう。しかも『俺が仕掛けた』『俺がスターにした』なんて素振りを一切見せない。そこがすごい所だし、プロデューサーとしての器量を感じます」（奥山和由）
「篠原の曲でもなければ、TRFの曲でもない。全部小室哲哉の曲なんです。デパートの中でいっぱい並んでいる商品をたまに並べ替えてみたり、どこかのスーパーマーケットで面白いものがあったから飾り付けて売ってみようという感じなんですよ。あまりにも若者文化に傾きすぎてるから、もう少し大人が買うようなCDをメーカーが考えればね」（松宮一彦）
「彼はプロデュース業を始めるときにクラブとカラオケの二大潮流を見据えていた。ところがクラブは風営法によって深夜12時以降は営業できないことになった。反面、カラオケは24時間遊べる。そこで『カラオケの通信システムに合うデジタル伴奏で、歌はサビと転調を強調する音楽』を戦略的に制作したのである」（南田勝也）
「確かに『一時代を築いたソングライター、プロデューサー』というのもれっきとした事実ですが、何よりも小室哲哉がすごいのは、バンド、ソロ、職業作曲家・作詞家・編曲家、そしてプロデューサーのすべてにおいて天下獲りを成し得た音楽家だというところです。そんな人は今までの日本音楽シーンでひとりもいません。形態の変化はあるにせよ、特に1980〜1990年代は、これらの要素をほぼ同時進行的に遂行しており、もちろんソロで歌を出して1位になり、黄色い声援のファン（信者）たちからの紛れもない『アイドル的人気』であった上に、自身の番組を持つ『テレビタレント』でもありました。すなわち小室哲哉は日本の芸能界史上、最も提供し消費・消耗された人間のひとりなのです。従来の邦楽にはなかった無機質なテンポ感が斬新でありながらも、実はウェットで叙情的な歌謡曲感に溢れており、後に『TKサウンド』なる超大衆音楽として時代を席巻したのは極めて必然的だったと言えるでしょう。1960年代の東京多摩地区に育ち、数字とデジタルに強く欧米かぶれで横文字大好きな一方で体と気は小さく、人情系や浪花節どっぷりの超わびさび気質。まさに高度経済成長期以降の日本人の性（さが）を凝縮し最も成功した男、それが小室哲哉です」（ミッツ・マングローブ）
「小室哲哉の音楽には女性ボーカルが欠かせないと言えるだろう。華原朋美にしても安室奈美恵にしても明確な『発信性』がある。詞は自分で書いているhitomiにしてもそうだ。彼女達の歌にある女の子達の現在・時代の何をすくい取って、何を発信するのか。『TKプロデュース』という記号は、デジタルビートやダンスというサウンドスタイルの代名詞に使われたりした。でも彼が試みたのは、その女性のライフスタイルも含めたトータルなメッセージだったのではないだろうか」「Aメロ・Bメロ・サビというJ-POPの定型を無視するかのようにビートで盛り上げてゆく構成や劇的な転調、ときにクラシカルでもある歌い手の歌唱限界を生かしたメロディーの情感。演歌的恋愛ドラマとも違う女性の生活感。洋楽のコピーでなく歌謡曲とも違う。彼が作り出したヒット曲のいくつもの特徴はその後のJ-POPの一つの類型になっていることは間違いない。とは言え、彼は終始演奏家だったように思う。TM NETWORKのライブは最新機材を弾きこなす御披露目の場だったし、trfの初めての東京ドームには生バンドが入っていた。globeの東京ドームでも彼はハードロックのミュージシャンのように激しいパフォーマンスを見せていた。『どんなにスーパープロデューサーになってもミュージシャン魂を失わない人』というのがその時の印象だった」「昭和最後の1988年は実質的にアナログ盤がCDに切り替わった年だ。カラオケが普及しディスコブームが来た。それまでアンダーグラウンドだったダンスミュージックが巷を席巻した。コンピューターを使ったR&Bという温故知新。その象徴が小室哲哉である。宇多田ヒカルもそんな流れの中で登場した」「なぜ小室哲哉の音楽があんなに受け入れられたのか。いくつもの状況的要因がある。例えば、カラオケである。マハラジャに代表されるディスコでの踊りとカラオケでの歌唱が一体になった『歌いたくなるダンスミュージック』というのは、彼が初めてだろう。『歌いたい』と思わせた背景に歌の中の『女性像』がある。globeは女性がヴォーカルだった。篠原涼子、安室奈美恵、華原朋美。彼女たちが歌う『都会の女性の息遣い』への共感。1996年4月、シングルチャートの1位から5位を独占した安室奈美恵、華原朋美、globe、dos、TRFという5組のヴォーカルは全て女性だった。『プロデューサーの時代』というのもここから始まった。平成の女性群像を見ているようだった」（田家秀樹）
「小室哲哉の音楽を一言で言うなら、ずばり『新宿のディスコ』。彼の作品全ての名義を『小室哲哉』名義にしてしまえばすごく分かりやすいと思う。ディスコやハウスってすごく匿名性が強い音楽。プロデューサー名義で作っても自分がボーカルのものって無いじゃない。彼の場合はそれを踏襲したんじゃなくて、独特にそうなってしまったんだ。表現方法として他人の肉体を使いたいんじゃないかな。ディスコはアーティストのネームバリューじゃなくサウンドで勝負するすごくシビアな場所。彼の曲を買う人もディスコのダンスフロアで踊る感覚で声よりも音で選んでお金を出している。ブランドではなく、クオリティで選ばれているわけだから、その品質を維持して供給を続けていくのは相当の才能がないとできないことだよね。彼の曲の量産は何よりの才能の証だと思う。量産することによって習慣性を作り、音楽をドラッグにしてしまった。だからリスナーは次から次へと彼の新しい音が欲しくなってしまう」「個人的な経験を普遍的な言葉に抽象化してしまう彼の言語感覚には驚かされるよね。ディスコの構造の中に自分の魂の叫びを盛り込んでいる。彼の詩が若者の心に沁みるのは、星占い位に誰もが思い当たるような普遍的な表現で、しかも孤独感に満ち溢れているからだと思う。彼の現在を知りたければインタビューするよりも新曲の歌詞を読めばいいんだよね」「あの人の才能は本当にすごいと思う。何しろ変化球を使わずに、直球でしか勝負しないんだから。同じことをハイスピードでやり続けながら、その中で『新しさ』『精進』を同時に売っていくのは大変なことですよ。皆が飽きてしまう前に一定レベルのものを出し続けていればとにかく売れるし、その内にまた面白いものも出てくる。でも理屈の上ではそうでも、実際の所新曲をそれだけ量産できる人はいなかったんです。それを始めてやってのけたのが小室哲哉だった。彼の桁違いにすごい点はそこにあると思います」「次にどういう人が出てくるのか、僕にもまだ見えてこないんですよ。ただ一つ言えることは、聴き手がそれほど努力しなくても聴ける曲、つまりパッと聴いた瞬間に人を捉える曲がヒットすることだけは確かだと思います。だとすればテレビやラジオから、或いは町を歩いている時にタダでガンガン耳に入ってくる曲のパワーは侮れない。そういう意味でも、小室哲哉が作り上げた流れは当分続くんじゃないかな」「皆が飽きてしまう前に常に次が出てくる。二作目が一作目よりつまらなかったとしても、一作目の余韻で何とか持っている内に三作目が出てくる。それを繰り返している内に面白い傑作が出てくることもあるし、一定のレベルより落ちなければコンスタントに続けていける。連載漫画、特に『ゴルゴ13』のさいとう・プロダクションに近い量産能力」「一つの固定化された価値観の世界に身を委ねることへの快感じゃないかな。『自分で決定しなくていい』『答えはもう出ている』という。だから、『言葉もサウンドも小室哲哉のもの』は人の生理を逆なでしないでしょう。しかも作っている本人からして、そういう自分に対して否定的じゃないから、音に迷いがない。これも聴く方にとっては快感なんだと思うんです。『これでいいんだ』みたいなね」「どんなものにも『T・K』と頭文字をつけるとか普通だったら照れてできないようなことを、ポーズじゃなくて本当に平気でできる。それを見てある種の人々は『俺もああなれたら楽なのにな』って憧れるんだと思うんです。そういう感情をかきたてる要素をサウンドも詞も持っている。今って、屈折せずには生きていけないような所があるから、あそこまで屈折しないでいられることに対する羨望ってやっぱりある人にはあるんじゃないかな。『自分がああなりたい』とまでは思わなくても、『凄い人だな』って感服するとかね」「小室哲哉の歌で最後に何が残るかというと、残るのは『小室哲哉』なんです。安室奈美恵でも華原朋美でもglobeでもなくて、小室哲哉作品だと思えばいいんです。音楽プロデューサーというより、映画プロデューサー・映画監督に近い。映画は明らかに演じている人より、作っている人のもの。それと同じで、その音楽が誰のものというとき、フロントより、仕掛けた人の持ち物になっている気がする。人目につく場所に誰を立たせたらいいのか、今面白いのは何か、本能的に捕まえてくる能力が彼にはある。その都度フロントに立つ人を取り替えることで、彼はずっと残っていける」「TKプロデュースの時代、シンガーは曲がいくら大ヒットになっても、自分の曲だという実感に乏しかったのではないだろうか。小室哲哉の言葉はそれが誰の口から発せられようとも小室哲哉の言葉にしかならない。そこには一つの解釈以外、差し挟む余地がないからである。すべからくシンガーはプロデューサーの代弁者にならざるを得ないのがTKの歌なのだ。逆にいうとシンガーの『一生懸命さ』だけが際立って見えて、人々はシンガーを応援したのであるが、『手柄』はやはり小室哲哉のものだった。小室哲哉をよく言わない人はこの『手柄の独り占め』感がいやなのだと思う」（近田春夫）
「サウンドをコピーしてきて、ビートも掠め取って、でもって研修教材みたいな説教臭い歌詞を乗っけて、モデル紛いに歌わせてタイアップして…ってこのやり口はまるで電通じゃないか。コムロの場合、根がデジタルなだけにさらに性質が悪いのである。デジタルは無制限にコピー可能でちょっといじっただけで永遠に再生産可能な究極のパクリ音源だからだ」（小田嶋隆）
「かつてのピンク・レディーやおニャン子クラブでもそうでしたが、出す曲全てがNO.1ヒットになったことがある。今は小室哲哉がそういう存在になっているということですね。『小室ブランド』という言葉ができる程、彼の音楽は業界を席巻している。特に中高生の女の子にファンが多く、小室を聞いていないと友達と話が合わなくなっちゃうんですよね。それで一斉に小室のCDを買いに走ることになる。流行のブランドの服を身に付けていないと、流行遅れになると焦るのと同じ原理なんですよ」（須藤甚一郎）
「ロンドンでジャングルが流行った時、1番早く取り入れたのが小室哲哉でした。その際、向こうで流行っている形態そのものを日本に持ち込んでも、理解されないし売れもしない。そこで彼は自己流に咀嚼したものを今まで馴染みのある歌謡曲に取り入れたのです。その結果がH Jungle with tになっているわけです。今の中高生のコギャル達にとって、小室サウンドはおじさん連中にとっての演歌と同じ関係なんです。演歌は常に一定のフォルムから逸脱せず、マンネリとも取れるが逆にそれが聴く側に安心感を与えている。小室氏の音楽も同じで小室サウンドという枠から逸脱することもないし、基本的に歌謡曲の延長線上にある。ただ彼が賢いのは、音は似ていても歌い手のキャラクターを徐々に変えていることです。別の見方をすればプロデューサー主導であって、歌手は誰でもかまわないという面がある。かつての篠原涼子にしても、今売れている安室奈美恵にしても、極端な話になるが彼女達じゃなくてもよかった。一般の人から見ると、『もしかしたら私でもよかったのかもしれない』と親しみが湧き、支持され易いのでしょうね」（山崎智之）
「小室哲哉が素人とばかり組んで、仕事をするスタイルはプリンスを真似ただけなのかもしれないけど、意外と彼の健康さを証明している部分だともいえる。プロフェッショナルな仕事に感動を覚えるリスナーやオーディエンスはいつの時代にもそうたいしているはずもないわけだから、バブル経済が破綻してパフォーマーとファンの関係も単に一方通行的なものから、バンドブーム・カラオケの定着・DJカルチャーを通じて、変質を余儀なくされてきたにも関わらず、未だに『ワンランク上の人達』であり続けようとする1980年代のビッグネームに親近感を示せない層にも、勘違いを含めて様々なアピールがあると思われる。松任谷由実や矢沢永吉はどうしたって唯一無比の人だけど、trf・華原朋美・KEIKOは『私と取り替えが効いちゃう』というか、『自分のやることに自分で責任を取らない』という感覚が強く出ている。もしくは小室帝国というのは素人接収型のテレビ番組・ブルセラ系のアダルトビデオの類と本質的には同じタイプの文化に属しているのかもしれない。あるいは群れから離れて、ファミリーだけで一時代を築いた萩本欽一や角川春樹など1970年代のプロデューサー達も思い出す。既存のロック業界にここまで溝を空けるようなことをほぼ一人でやってきたのだから、彼は正にそうした独立系と称していい才能であることは確かだ」（三田格）
「小室ファミリーの登場で日本の音楽界が活気付いたと言われていますが、それは疑問です。アーティストより、プロデューサーが脚光を浴びる今の時代というのは、音楽にとっても不幸な時代」「小室さんはプロデューサーとしては文句のつけようがない。でも重大な弊害もある。『いくら良い曲でもタイアップが付かないとレコード会社がCDを出さない』という状況を生み出しました。売れている小室さんの曲に良い曲があるのは確かですが、全体としては玉石混交。他に対抗馬もなく、自分で自分の二番煎じをして何曲もヒットさせてしまうのでやや水増し状態です」「小室さんは原石である歌手の長所を引き出すプロデューサーではなくて、歌手を作り上げるタイプのプロデューサー。例えば長渕剛・松山千春・井上陽水・吉田拓郎は『初めに人ありき』で強烈な肉体のある歌手はファンがいれば嫌いな人もいる。天然ダイヤだけに意思を持っており、プロデューサーの人形にはなれませんからね。しかし、TRFや華原は『初めに歌ありき』で歌手は歌に合う人を引っ張ってきただけで（安室を除いて）歌手の顔が思い浮かばない。言わば人工ダイヤだから好き嫌いもなく、メガヒットが作れる」「やたらリズムがうるさくて、歌の音域が高く、繰り返しの多い曲」「歌い手の素質に関係なく、マーケティングと広告戦略でバーチャルなスーパースターを作り上げてしまうプロデューサー」「高音を強調した金切り声に近いハイトーンヴォイスが、小室哲哉が作り出すダンスビートに上手くはまっていました。だからこそ、あれだけ大きな支持を得たのでしょう」「小室さんが作る高音を多用した曲は、実は不正確な音程をごまかせた。素人が歌ってもそれなりに聞こえたので、カラオケ利用者の需要と合致した。徹底した市場調査を行い、カラオケで歌える歌とは何かの解答をもっていたから小室さんは時代の要求に応えられた。小室さんは『自身のブームは2000年まで』と話したが、カラオケブームの反動で人々はきちんとした歌が聴きたくなったのではないだろうか」（富澤一誠）
「プロデューサーブームって言われてるけれども、あれは基本的に作曲家・アレンジャーブームだったと俺は思うんだ。だから前は一時期『自分で作詞・作曲して歌う』っていうマルチプレイヤーなアーティスト物の大嵐が吹いたわけよ。だから『山下達郎とか桑田佳祐みたいなのが世の中で一番偉い存在であって、こういう人達じゃないとダメだ』という思い込みが延々と続いていたんだけれども、小室さんはまるで『そんなことはねぇだろう。ポップ・ミュージックにも色んなやり方があるんじゃねぇの？昔から別に作詞家・作曲家がいて、プロデューサーがタレントに歌わせるのが王道で、エルヴィス・プレスリーだってそうじゃん』って言ってるみたい」（渋谷陽一）
「1990年代半ば以降の『VS』となる片側の極は同じくTK」「もはやTKは功罪云々を抜きにして、日本の音楽・シーン・産業にほぼ完全に浸透してしまった『不可分な前提』と考えないと何も始まらない」「J-POP的な音楽史には『オールインワン的なプロデューサー』というのがいるんですよね。つまり作詞・作曲・編曲・録音まで全ての面倒を見られるプロデューサーのことを僕は『オールインワン』って呼んでいるんだけど、その流れをはっきりと切り開いたのは、小室哲哉ですよね。そしてそれをつんく♂さんがちょっと特殊な形で引き継いだ」「中田ヤスタカ以前にいた人として、やっぱり小室哲哉の存在って大きいと思うんですよね。小室哲哉は1990年代にプロデューサーとして急激に浮上したわけだけど、基本的には彼のやっていたことってすごく日本的な輸入業者だった。つまり海外でイケイケのハイテクノロジー的な音が流行ると、それを日本に持ってくる。特に初期はジャングルの流行を持ち込んだりもしたわけだし、海外のダンスミュージックやクラブミュージックの最先端のベタな流行にすごく敏感な人だった。それを日本の土俵の中でやっちゃうのが小室さんの面白みでもあり、1990年代的な限界でもあったわけで」「ただやみくもに最新の流行を追いかけるのとは違うのです。ユーロビートを導入するにあたっても、そのスタイルを日本人が日本で日本語によってやるということだけでなく、日本のコンテクスト（文脈=土壌=状況=市場）に変換しなくてはならない。例えばtrfの楽曲群は確かにユーロビートが基調になっていますが、その上に小室哲哉ならではのフックの多いエモーショナルなメロディが乗せられており、歌を活かすためのアレンジによって、ユーロビートのスタイルに様々な改変が加えられています。結果として、どの曲も単なるユーロビートの日本版とはかなり違った仕上がりになっています。小室は明らかにリック・アストリーやカイリー・ミノーグといったシンガーをユーロビートをベースにした楽曲で大ヒットさせていたストック・エイトキン・ウォーターマンの方法論を踏まえながらも、飽くまでも日本のポップスとして自分の音楽を世に放ったのです」（佐々木敦）
「彼の楽曲の構造である『サビ頭→Aメロ→Bメロ→サビ（半音上げ）＋（低音ビート＋4つ打ち＋金属系高音リズムのハイハット）』は広い音域と速いテンポの融合という難しさが好まれるカラオケには最適の楽曲構造だった。サウンドは基本的に欧米の最新スタイルを導入したダンスミュージック。匿名性の高い機能的な音楽なため、誰が歌っても彼の世界観は保たれる。そして、少女の凛々しさとセンチメンタリズムとポジテヴィティの美しさへの一方的な賛美・情景・シンパシーに溢れた歌い手のキャラ・記名性を無視した歌詞がさらにトータル性を高めていた」「ビーイング系と小室哲哉。圧倒的なプロデュース力の下、素材を選択しマーケティングを考慮してヒット曲を量産するという点で、両者は一致します。しかし最も異なるのは、前者が複数のクリエイターによる分業制なのに対し、後者は小室というたった一人の万能アーティストによって全てが完結する『TKワールド』だということです。工房と個人の差ですね」「あくまでも結果論だけど、つんく♂のハロー!プロジェクト・秋元康のAKB48といった多人数女子アイドルグループの源流になった。グループを組んでいたわけではないし、滅多に一同に会しませんでしたが、強力なTKの作家性で結びついた彼女達には明らかに同族意識が芽生えていたからで、ユーザーもそう認識していました」（市川哲史）
「小室哲哉の曲は完全に洋楽っぽい顔をしているんです。だけど、本来彼が持っている洋楽の感性を自覚的に出すのではなく、日本人としてより巧妙に隠して体質的に染み出させたのが売れた理由。分かりやすい例が訳の分からない英語のタイトルをつけたりしたこと。安室君の「CAN YOU CELEBRATE?」なんかピーター・バラカンが大笑いしたでしょ。『"CAN YOU CELEBRATE?"ってなんだ』て。日本人が思うような意味とは全然違うのだけれど、そういうのが広く浸透し易い」（相倉久人）
「YOSHIKIさんとユニット『V2』を組んだりしていた関係でお付き合いはあったが、ロックジャーナリズムにとっては反面教師というか、大衆の代表としてあまりにも大きく、ロックというカウンターカルチャーのいわば矛先だった。一言で言えば小室さんがヒットを量産する以前の日本の音楽の中心は演歌に端を発する『切なくて心の孤独や冬景色など』を合わせていったものにルーツを持つ歌謡曲だった。そこにクラブやディスコ、ヨーロッパで流行っていた音楽を持ち込んで、『ポップミュージック』に変えていった立役者だと思う。ハイな感情を巻き起こし、でも日本人が好きなセンチメンタリズムも持ち込む。そこが今までの歌謡曲とは異なっていた。また、昔から日本の音楽はリズムが音の邪魔をしないスムーズであるものが良いとされてきた。そこにテクノやハウスなど、リズムが主役になる音楽に良いメロディを当てていく改革を起こした。哀歌中心のシーンで、ポジティブさや高揚感をパーティー感覚で大衆に提示して爆発的に受け入れられたのは革命的だった。それから転調。ガラッとコードが変わった違和感によって、1曲聞いただけなのに2,3曲聞いたような感覚になる。今やアニメソングなどでは当たり前のように多用されている、そうしたアレンジを大衆化させた先駆者だ。ネットの中で生まれてくる音楽も、辿っていくと小室さんがいる」「才能が枯渇してるかしてないかというより、小室さんが曲を書けば受け入れられ、売れる時代があった。CDが売れなくなって、誰かが小室さん以上に記録を伸ばすことはもうないだろう。日本のCDセールスにおいてはMVPだった。そんな時代が長く続くはずはないが、全盛期の自分が心の中に残っていて、今の状況を受け入れがたかったのだろう。1日に3〜5曲くらい作っていた時期もあったと思うが、量産できない。いろんなことに疲れて、あれだけ時代ともシンクロしていたのに、今はズレも感じている。おそらく10年以上前から、挫折・屈辱感とそれへのリベンジという感じだったのではないか」「プロデューサーがアーティストを越えるということはほとんどないが、小室さんは間違いなく越えていた。今のアイドル界における秋元康さん以上のバリューだったと思う。そういう方が刹那的な音楽シーンの中でもこれだけ長く現役でやっていたことのほうが異常だ」「自分で辞め時を選べるミュージシャンは数少ない。革命的なレジェンドである小室さんが一線から身を引くのはとても残念だが、ご自分でそれを選択したことはむしろ素晴らしい音楽家である証明であるとともに、人間としても理想的な引き際ではないかとも思った」「小室メロディの奇抜さは『いきなりサビから曲が始まること』と『曲のコード進行の突然変異的な転調の多さ』である。『そんなことはヒットを目指す曲なら普通にやっているじゃないか』と思うだろうが、今や当たり前の音楽論法をメインストリームに根付かせたのは間違いなく小室ブームだったし、『恋しさと せつなさと 心強さと』のヒットがあったことにより、一大的な女性ソロアーティストブームが起こったとも言えよう」（鹿野淳）
「小室さんの書く歌詞は、『失われた10年』と言われた不景気な1990年代の気だるい雰囲気と見事に合致する独特の語彙が散りばめられ、意味よりも雰囲気や感情が重視されていてポエジーの塊だったが、なんていうか、今風の表現で言うならばとにかくエモかった。誤解を恐れずに言えば、かなり『メンヘラ』に寄り添う内容だった。特にglobeの楽曲は、全般的にいわゆる『病んでる感じ』の歌詞が多くて、退廃的で、刹那的で、それでいて抜群にオシャレだった。具体性よりも象徴性の強い言葉で綴られた歌詞にはいい意味での『余白』がたっぷりあって、どの曲も想像力で小室さん歌詞と中学時代の精神状態が不安定な自分の状況をつなぐことができた。僕が青春時代を送った1990年代後半、つまり小室さんの全盛期は、なんかヤバくて危なくてメンヘラな内容の歌詞の曲がミリオンヒットを記録し、当たり前のようにオリコン1位になっていた。小室さんの曲に限らず、あの頃はメンヘラな曲が多かったし、そういう曲が市民権を得ていた。スマートフォンもなかったし、インターネットも今ほど普及していなかったから、僕のような現実世界に救いを見いだせないメンヘラ人間にとって、小室さんの楽曲に代表される病んだ感じの、メンヘラに寄り添う歌詞の曲たちは、大げさではなくものすごく貴重な拠り所だったのだと思う。そしてそういう曲が何百万枚も売れていたことで、『ああ、俺だけじゃないんだ』と思えたし、孤独感を覚えずに済んでいたのかもしれない」（小佐野彈）
上記の様に、小室のオリジナリティ重視のプロデュース方針に対して、「小室ブーム」以降から大きな反響が関係者・ミュージシャン・音楽評論家・他職業問わず表立って巻き起こった。

## 影響を与えた人物
1980年代～1990年代のTMファミリーをも含めた小室ファミリーのムーブメントの影響を受けて、小室のフォロワーを名乗り出るミュージシャン・音楽プロデューサーは多い。
「B'zが売れたのは、小室先生の『メジャーの曲は暗く、マイナーの曲は明るく、メロディはわらべ歌のようにわかりやすく』という理論が正しかったことを証明したまでに過ぎない」（松本孝弘）
「TMで見せた小室さんの打ち込みとYAMAHA-DX7を演奏される姿が格好良く見えて、高校の吹奏楽部の講師に『YAMAHA-DX7を是非買いましょう』と偉い勢いで後押しして、部活の時にいつも弾いていました。専門学校でもPC-9801で『小室さんだったらどうするか』をシミュレーションして打ち込みをしていましたね」（伊藤賢治）
「小室さんの音楽性からは自由と破壊を感じさせる。学問として音楽を学んできた私には、小室さんの音楽は『私の価値観を破壊していく』と最初は少し受け入れられなかった。しかし一ヶ月とか経っていくとずっと聴いてる自分がいて、分析して解釈して学んでいくと『楽曲での切り方が気になる、スピード感が出る』など、今となっては小室哲哉さんは私の師です」（広瀬香美）
「TMのカップリングの曲をTMではなく、まだデビューもしてない電気グルーヴが担当することになった。これが発売された時期はTMのみなさんと雑誌の取材を受けたり、ラジオに呼んで頂いたり、飲みに連れて行って頂いたり。僕のプロとしてのスタートのきっかけを下さったのは、小室さんであると言っても過言ではないわけです」「僕の上司リリー・フランキーと秋元康さんと小室哲哉さんの3人に共通してるのはその膨大な仕事量」「譜割りの魔術師は実は小室さん。音域の狭い人が歌っても印象に残るメロディ。平歌が16分だったら、Bメロが4分とかのロングトーンで、サビは8分で…ここはジャストで始まって、ここは溜めて、ここは食って…等の棲み分けがキッチリ成されてるんだよな」（CMJK）
「ブレーンの配置の仕方がすごく上手な点は僕も影響を受けています。パートナーを固定して、自分の世界を作っていく…だからこそあれだけの仕事量をこなせるのでは」(t-kimura)
「正直なところ僕は小室さんがヒットを連発しているとき、彼のファンだったわけではありません。ただ、当時クラブミュージック大好きな『捻くれた高校生』だった僕からしてもJ-POPというシーンに『レイヴ』『ジャングル』という言葉を広めているところに共感を持っていました。実際、彼のサウンドが『本当にレイヴィな音色だったのか』というとそうは感じなかったんだけど、当時の日本のポップス界で使われていなかった音色を取り入れた第一人者だったのは間違いありません。彼とお会いする機会が何度かあったんですが、当時の話をお聞きした時、如何に彼が『イギリスのカルチャーに刺激を受けて、純粋にそういったサウンドを作りたい』という衝動で活動されてたということを知りました。後同時に『当時如何にそういったサウンドを日本という国で再現するのが難しかったか』という話も。考えてみて下さい。今だったらインターネットがあって世界の音をすぐに知れます。作りたいサウンドがあったらYouTubeでハウツービデオもたくさん出ていて、さらにそれのサウンドプリセットもいっぱい出ています。そんな中彼や当時のクリエイター達は少ないリソースで世界のサウンドを、どんな楽器を使って作っているのかも知らずに開拓者として活動していました」(☆Taku Takahashi)
「『打ち込み』といわれる音楽をメジャーのレベルにまで引き上げた人です」「小室さんがこれまで発明した音楽的な方法論はたくさんあります。今は当たり前になっているようなことですから、なおさらすごい」（南俊介）
「小室哲哉さんってアレンジ面での打ち込みがクローズアップされていると思うんですけど、僕はメロディとコード・ワークが体に染み付いてしまったレベルで影響を受けていますね。ただ、4つ打ちに関しては1990〜1996年頃に小室哲哉さんが活躍しすぎて、小室さん自身のプロデュース能力があまりに凄すぎたため、作り手もメーカーも聞き手もみんなその方向に行ってしまった。すると業界・世の中はその反動で『飽和してしまった、もういい、別の曲が聴きたい』とネガティヴになってしまって、4つ打ちではない音楽を多くリリースするようになった。音楽の需要と供給のバランスの面白さってやつですね。僕も無意識の内にお腹一杯になりながら、それでも『正統派デジタルJ-POPを作ることが使命だ』と思い続けて、何度も曲をレコード会社に持ち込んだり、コンペに出しては『曲はいいけど、こういうアレンジはいらないんだよ』と千回位言われましたね」（八木沼悟志）
「1990年代、小室さんがプロデューサーとして活発に活動されていた頃、日本の音楽にも他の流行がありましたが、小室さんの作る音楽だけが違っていた。小室さんの音楽はとても実験的で東洋人が好むコード進行が全くなく、アジア人には聞き慣れないものを大胆に取り入れて、それをヒットさせていた。それが不思議だった」「小室さんの影響でキーボードで曲を書くようになりました。私はコテコテのヒップホップも作りますが、ピアノだけで歌い上げるバラードも作曲します。『My Revolution』は完全に電子音楽ですよね。でも『CAN YOU CELEBRATE?』はキーボードの曲。小室さんの曲を聴いて、私もこういう両極端の音楽を作れるように努力したんです。その結果、この17年間韓国の音楽チャートで1位になる曲を出し続けることができています。何故それができているかと考えると、やはりヒップホップをやっていながらもきちんとピアノで曲を書いている『電子音楽とバラードの両方を行き来できている所が強み』の小室さんから受けた影響だと思います」「抒情的なバラードの感性とダンス音楽の感性の両方を兼ね備えた中間の音楽」（J.Y.Park）
「CDでTMを始めて聴いた時には『こんなにイントロが長くていいのだろうか?』と思った。そのようなテレビ等で流しづらい音楽をたくさん世に出して、前例を作ったことで後々のミュージシャンがやりやすいようにしてくれた」「コンピューターで人間味の部分を消そうとしても、小室さんが鍵盤を弾いているパートは絶対に加工できない・真似できないな、と思う」（中田ヤスタカ）
「ポップスの原点は小室哲哉さんです。それだけじゃなくて、TKのルーツで音楽を勉強したんです。ピンク・フロイド辺りから始めて、図書館みたいにツタヤに通って。嫌いなものも知らなきゃと思って、ディープ・パープルなんかも聴きました。嫌いなんですけど、ヒットを出すためには好き嫌いしちゃダメだなと思ってたんですよ。山下邦彦さんの『楕円とガイコツ』という本に小室哲哉さんのことが書いてあるんですけど、いまだにそれを基準にしてるんです。クロード・ドビュッシーや童歌との類似点とか、コード進行とは無関係にメロディが泣けるとか」（PENGUINS PROJECT）
「4つ打ちがいつの世にも通じる普遍的なものだと証明してくれた」（鬼龍院翔）
「TKってダブがないんですよ。ダブ的なことをミュージックシーケンサーで埋めていく。『何故あんなにアンテナを張っている人がダブに行かなかったのかな』といつも不思議に思っていたんですよ。僕はダブを多用しているんですけど、TKは良い意味でディレイとかアウトボードをスパッと分けて作っていたんじゃないかな。だからノイズもしっかり聴かせていて破綻していない。こだわりがあるんだろうなと。僕はジッターとか『それも音楽じゃん』となりえますからね」「僕が鍵盤で曲を作ることを可能にしたのは、後も先も僕がてっちゃんの曲をカバーしたからなんです。TMがなかったらクラムボンもなかった。自分の全ての楽曲の基礎を作ったのはTMなので、自分の中では一生リスペクトしなくてはならない場所なんです」（ミト）
「ジャンルの手法を噛み砕いてJ-POPのリスナーに分かるようにすることができる。自分もゆくゆくはできたらいいなと思ってる」「音楽の捉え方のスピードが早くて衝撃だったんです。小室さんが僕の曲を『2〜3曲聴いてきたよ』って、それだけでオレのやりたいこと言い当てられました（笑）」「J-POPの大先輩、というかJ-POPそのもの」「『曲の盛り上がる場所に一番高い音が来る』等、一般論になっている小室さんのメソッドは沢山あります。打ち込みの音楽があれだけ力を持って世に存在したのも、僕のように打ち込みの音楽をやる者からするとありがたいことだと思います。でも、もっと大きいのはプロデューサー文化を持ち込んだことですよね。小室さんの曲は、アーティストとプロデューサーの個性が一緒になって爆発する。『楽曲を作る人がスターになり、アイデンティティーを出していい』という認識が日本で広がったのは小室さんからじゃないでしょうか」「初めてお会いしたとき、小室さんから『J-POPと新しい音楽を混ぜようとしているんだね』と言われて。『ああ、この人はそこに苦労してきた人なんだな』と思いました。初期のtrfはテクノ。H Jungle with tは1990年代に流行ったジャングル。その時の最新の音楽をJ-POPに混ぜて、一般まで押し広げた」「これまでになかったものを広めていくのがポップスの面白さ。『個性をどう入れるか』といった点ではもちろん自分も影響を受けていると思います。自分なりの情緒みたいなものを咀嚼して出来上がった変なものを出すことが個性になると思うんです。あと、ポップソングって売れても『良い曲』で終わることが多いじゃないですか。それってもったいないと思っていて。せっかくより音楽を好きになってもらえるチャンスがあるのに。TK印の扉を開けた人には、その先に色んなジャンルの音楽が待っているんですよ」「昔に小室哲哉さんのアレンジ仕事で仮歌をいただいたことがある。サラっと吹き込んであるものだったにもかかわらず妙に魅力的で、完成した音源よりそちらばかりを聴いてしまっていた。世間一般で言われる歌のうまさの向こう側にある、作曲者本人が知っているツボを押さえていて、それがわからないからこそ魅力的に感じるのかもしれない」(tofubeats)
「TKサウンドが人々を惹きつける秘密の一つ目に『エモーショナルさ』がある。当時はピッチを修正する装置がなかった。若干ぶれているぐらいが良かった。ピッチが不安定な高音を一生懸命歌うことにエモーショナルさがある。二つ目に既成概念にとらわれない響き重視の音に合う言葉を歌詞に入れている。歌詞に意味は必要ない。言葉の響きがキャッチーにハマることが大切」「僕にとって特別な音楽でしたね。非日常感があった」「大学卒業後は当初ゆったりとした音楽を作っていたけど、全然相性がよくなくて色々な曲を作り始めた時にダンスミュージックのような曲の方が合うんだと分かった。その引き出しがどこにあるのかを考えたら、それはやっぱりTKサウンドだった」「線が細くて男らしさとは反対にいるような小室さんが男らしいダンスミュージックを作っているのが面白くて、『自分にもできるかな?』と思った。挑戦する権利なんて誰にでもあるんだけど、自分で勝手に決めていたボーダーラインを小室さんが壊してくれた」「ボーカルのキーの高さだったり、デジタルサウンド、それからダンサーが前面に出たり、ボーカルとラッパーが一緒になったりする変則的なメンバー構成のグループだったり。それまでの時代には無い『違和感』があった」「TKサウンドを商業音楽と見なし、『一切流さない』と言い切るメディアと抵抗感を示す人々には『ふざけんな』と思った。小室さんによって救われた人間もいれば、音楽の楽しさを知った人間もごまんといる。それがムーブメントにもなった証拠」（前山田健一）
「（BiSHの『earth』に関して）メロディーだけで『この人の曲だ』って分かるのは凄いんですよ。僕のアレンジ部分をどれだけ強く出しても『小室さんらしさは消えないな、それは本当に凄いな』って作曲家として思いました」「小室さんの曲は他の日本のアーティストと違って洋楽を取り入れている感が物凄く強かったんですよね。メロディーの譜割りの入れ方だったりとか、歌詞の入れ方とか、もちろんJ-POPではあるんですけど、洋楽っぽい要素を物凄く入れているんだなって当時から感じていましたね。逆に洋楽っぽい格好をしているバンドの方がフォーキーだったりして。だから小室さんは異質と言ったら失礼かもしれないんですけど、唯一無二だなと思ってましたし、それは今でも感じますよね」（松隈ケンタ）
「強烈なインパクトのあるメロディを書ける音楽家はそんなにいない。敢えて例を挙げるなら久石譲さん、菅野よう子さん、小室哲哉さん」「バックトラックから曲を作り始める機会が増えてきたのも、音楽プロデューサーとしても、人前に出るミュージシャンとしても形を残したいと思ったのも、スタジオ作業とライヴ活動を同時進行しているのも、中学から小室さんの姿を追っていたからだと思うんです」「小室さんはプロデューサーとして『アーティストを売る為にはどうしたらいいか』を、すごく考えられていた。でも僕には、もちろん一人ひとりのボーカリストのことを考えて楽曲制作されていたと思うんですけど、小室さんが主役として存在しているように見えるところもあったんです。プロデューサーだけど、主軸にいるイメージ。いろんな人に合わせてカメレオンみたいに曲を提供できるプロデューサーも凄いと思うんですけど、僕は『小室哲哉、ここにあり』みたいな姿勢でプロデュースしている存在に憧れていたんですよね。小室さんはプロデューサーだけど、やっぱりアーティストなんですよ。そこは自分が後々音楽活動をしていく中でも影響を受けていたと思います。別に出しゃばるわけではないけれども、自分という存在をちゃんと感じ取ってもらえるような音楽活動を劇伴・プロデュース・[nZk]でもやっていたい。そういう気持ちは常にどこかにある気がします」（澤野弘之）

## 主なチャート記録
- 安室奈美恵「CAN YOU CELEBRATE?」で、邦楽女性ソロアーティスト売上歴代1位を獲得。
- H Jungle with t「WOW WAR TONIGHT 〜時には起こせよムーヴメント」で、お笑い芸人によるCD売上歴代1位を獲得（EPを含めると歴代2位）。
- 日本レコード大賞で、1995年：trf「Overnight Sensation 〜時代はあなたに委ねてる〜」、1996年：安室奈美恵「Don't wanna cry」、1997年：安室奈美恵「CAN YOU CELEBRATE?」、1998年：globe「wanna Be A Dreammaker」と、プロデュース作品が4年連続大賞獲得。
- オリコン作詞家・作曲家ランキングで4年連続1位（1994年 - 1997年）。
- オリコン編曲家ランキングで3年連続1位（1995年 - 1997年）。
- 1996年4月15日付のシングルチャートで、小室ファミリーが上位5位を独占（安室奈美恵「Don't wanna cry」、華原朋美「I'm proud」、globe「FREEDOM」、dos「Baby baby baby」、trf「Love & Peace Forever」）。同じプロデューサーの独占は1993年7月5日付にビーイング勢が獲得して以来。
- 年間アーティスト・トータルセールス、1994年 - 1996年の間、小室プロデュースアーティストが首位獲得（94、95年、trf、96年、安室奈美恵）。
- ソロおよび自身が参加したユニットとしては、TMN時代と含めると、6つのユニットで1位を獲得している（ソロ、TMN、篠原涼子 with t.komuro、H Jungle with t、globe、TK presents こねっと）。
- 94年、篠原涼子 with t.komuro「恋しさと せつなさと 心強さと」、95年、H Jungle with t「WOW WAR TONIGHT 〜時には起こせよムーヴメント」、96年、globe「DEPARTURES」、97年、安室奈美恵「CAN YOU CELEBRATE?」のダブルミリオン作品を4年連続でヒットさせた。
- 著作権使用料の分配額で決定されるJASRAC賞においても、小室が作詞・作曲を手がけた楽曲が最優秀賞である金賞を4回（1994年・1995年・1996年・1998年）獲得している（史上最多）。

## 小室ファミリーとされない例
以下のミュージシャンおよび歌手については、基本的に当ファミリーとしては扱われないことが多い。
- 「TMファミリー」と呼ばれるアーティスト
  - 自らの「里」であるTM NETWORK（TMN）（以下特記を除き「TM」）、宇都宮隆・木根尚登。
  - TMのサポーターなど - 1980年代から小室のプロデュース業が顕著になって以来、1994年までの間に関係のあったミュージシャンや作詞家。
    - 浅倉大介、松本孝弘、FENCE OF DEFENSE、葛城哲哉、小室みつ子など
- 上記の浅倉のプロデュースを受けたアーティスト
  - T.M.Revolution（西川貴教）、Iceman、LAZY KNACK、pool bit boys、木村由姫、雛形あきこなど
- 渡辺美里 - 立身の契機を作った「恩人」であり、作詞面で小室に影響を与えるなど独自の世界を持つ。
- 作曲または編曲のみ提供を受けた歌手
  - 岡田有希子、小泉今日子、沢口靖子、中山美穂、松田聖子、CoCo、大江千里など
- TM以外でTRF（当時は「trf」）より先にプロデュースを受けた者 - 田中美奈子、池山隆寛、新田恵利など
- TMのサポーター以外で小室の作品に関わった作詞家
  - 前田たかひろ・久保こーじ、マーク・パンサー・木根尚登・宇都宮隆・小室みつ子など - 小室ファミリーの作品の多くを作詞した。
  - 秋元康 - 原田知世、堀ちえみ、牧瀬里穂などのほか、1995年には翠玲の「恋をするたびに傷つきやすく…」を作詞した。
- 嘉門達夫 - 小室ブーム時代の作品を替え唄にした「TK替え唄メドレー」をリリースした。
- 1990年代の小室ブームから時期が外れているアーティスト
  - 2002年に「songnation」として楽曲提供を受けたavex系アーティスト
    - 浜崎あゆみ、BoA、倖田來未、持田香織、伴都美子、VERBALなど

  - TMのナンバーをカバーした者
    - 玉置成実 - 2005年にTM NETWORKの「Get Wild」をカバーした。
    - Sweet Vacation - TMNの「We love the EARTH」をカバーした。

  - バブル青田 - 2006年に「ロンドンハーツ」の企画で小室がプロデュースを手掛けた。
  - 浜田雅功（「H Jungle with t」名義）・松本人志（「ダウンタウン」）を除く吉本芸人 - 次長課長など
  - AAA - 2010年以降、新曲のプロデュースを手掛けている。
  - 浜崎あゆみ - 2010年リリースのアルバム『Love songs』と2020年の新曲『Dreamed a Dream』をプロデュースしている（共に作詞は浜崎である）。
  - 乃木坂46 - 2020年7月24日に「Route 246」（秋元康作詞、小室哲哉作曲）をリリース。
- YOSHIKI - 2002年にglobe（globe extreme）の新メンバーに加入しているが、オリジナル楽曲は「seize the light」のみ。なおYOSHIKIは、かつてX時代の1991年に小室とともにV2を結成したことがある。
- SMAP - 2010年の「Trust」（『We are SMAP!』に収録）および「グラマラス」（『This is love』のカップリング）を小室が作詞・作曲した。小室初のジャニーズ歌手への楽曲提供である。

## 独自のヴァージョン表記
- 小室ファミリーのシングル作品は、1曲目にオリジナル・ヴァージョン、2曲目にリミックス、3曲目にカラオケ・ヴァージョンを収録することが多かった。その際、オリジナル・ヴァージョンのことを小室独自の表記として、「Straight Run」（ストレート・ラン）と表記することが多々あった（「Original Mix」など一般的に使われる表記も一部ある）。